# 汪精卫
汪兆銘（1883年5月4日—1944年11月10日），字季新，號精卫（亦為其筆名），通稱汪精衛，中华民国政要，前革命者，廣東番禺（今廣州市越秀區豪賢路）人，祖籍浙江山陰，出生于广东三水縣署（今佛山市三水區西南街道河口社區）。官費留學生毕业于日本法政大学。1905年在東京加入革命組織中國同盟會，1910年，因謀刺清朝摄政王载沣失敗被捕判終身監禁；翌年辛亥革命後獲釋。早年擔任孫中山的秘書及文膽，也是其遗嘱的起草者与执笔人。在孫中山逝世後，主持召开中国国民党第二次全国代表大会，歷任中国国民党中央政治委员会主席、國民政府主席、國民政府軍事委員會主席、行政院院長、國防委員會主席以及國防最高會議副主席、中国国民党副总裁、國民參政會議長等职。自孫中山逝世直到宁汉合流都是蔣中正的主要政治對手之一。
1938年12月发表《艷電》宣告响应日本首相近衛文麿的聲明，被国民党开除党籍和一切公职。1939年6月8日，蔣中正国民政府宣布他为汉奸，全国通缉，汪精衛認為與日本表面合作能有效拖延日本併吞中華民國，此成為其一生爭議，後世對此評價兩極分化。1940年，汪精衛在華東和華北的日本佔領區建立汪精卫国民政府，在受日本節制的同時試圖爭取自治空間。日本投降前9個月病卒，终年61岁。

## 早年經歷

### 幼年
汪精衛出身於番禺汪氏家族，汪氏家族系出唐朝越國公汪華，元末從婺源縣遷浙江省山陰縣。曾祖父汪炌当过湖南巡抚阿林保、湖南按察使傅鼐及两淮盐运使曾燠的幕僚。祖父汪雲是浙江舉人，任遂昌縣訓導。族伯汪瑔曾任兩廣總督劉坤一、張樹聲和曾國荃的幕僚，父親汪琡隨汪瑔入籍廣東番禺捕属，搬入廣州豪賢街。1883年5月4日，汪精衛生於廣州府三水縣署，時汪琡在三水當幕僚。汪精衛是廣州人，他在1939年的兩場演講《怎樣實現和平》《兩種懷疑心理之解釋》是清末民初僅存的幾個戲曲以外的粵語錄音，與1924年孫中山《救國方針》的錄音同為粵語史的珍貴語料。
父親汪琡初娶浙江省盧氏女爲室，生一男三女，後病故，續娶汪精衛生母番禺吳氏，生三男三女。汪精衛出生時父親已62歲，是其父最年幼的兒子，排行第十。3岁起，随父来往于曲江、英德、四會、陸豐县署，其中在英德居住了4年，9歲搬回廣州豪賢街。後來汪琡棄文從商，他見這個小兒子異常聰明，就特別重視教汪讀書，5歲時就開始教他認字。在父親的嚴格教導下，汪8、9歲時，就基本可以讀書了。汪琡晚年眼花，無法看清書上細字，命汪每天代讀王阳明的《传习录》，诵写陶渊明和陸的诗:3。十三歲時喪母，次年喪父，只得随兄长汪兆镛客居粤北的乐昌县，由于父亲去世没有留下遗产，衣食住完全依靠長兄，为了减轻长兄的负担，17岁的汪在县城的一个私塾里当老师教书，后戏称自己曾是“子曰先生”。1899年，汪师从三哥汪兆钧的外舅章梅轩学习文史经世之学。
笑将远响答清吟，叶在欹巾酒在襟。

天淡云霞自明媚，林空岩壑更深沉。

茱萸枨触思亲感，碑版勾留考古心。

咫尺名山时入梦，偶逢佳节得登临。

1901年，返回广州与二兄汪兆鋐（字仲器）一同参加番禺县试，原本汪兆鋐第三，兆銘第一，但县令钱璞如知道二者为兄弟关系后将兆銘改为第三。在府试时，汪考得第一。二哥死后，广东水师提督李准聘请汪担任家庭教师，汪以此收入养家糊口。

### 留學
衔石成痴绝，沧波万里愁；

孤飞终不倦，羞逐海鷗浮。

姹紫嫣红色，从知渲染难；

他时好花发，认取血痕斑。

慷慨歌燕市，从容作楚囚；

引刀成一快，不负少年头。

留得心魂在，残躯付劫灰；

青磷光不灭，夜夜照燕台。
1904年，清廷指示两广总督岑春煊选考留日官费生。家道清贫的汪得知消息非常高兴，于是约请朱执信、古应芬、胡展堂、李文范、陈融、叶夏声、孔昭焱等一批日後俱為國民革命元勳的广州秀才前去报名，参加官费留日考试，结果他们都被取录:23。同年9月，他与胡展堂、朱执信等前往日本成為日本法政大学速成科的公費留学生。学习之外，汪还从事译书工作，包括日本的《法规大全》等书，每月收入60元。期间，汪对君主立宪的改良运动还存有好感，曾前往横滨拜访梁启超，希望中国像日本明治维新那样富强起来，并因此十分崇拜西乡隆盛和胜海舟。他曾说“我每一次到神田一带的书店里去的时候，总不忘记搜集与这两位伟大人物有关系的著作。星期日到上野公园去，总尽量眺望着西乡的铜像”，认为如果没有这两个人“明治维新不会有那样好的成就”:25-26。

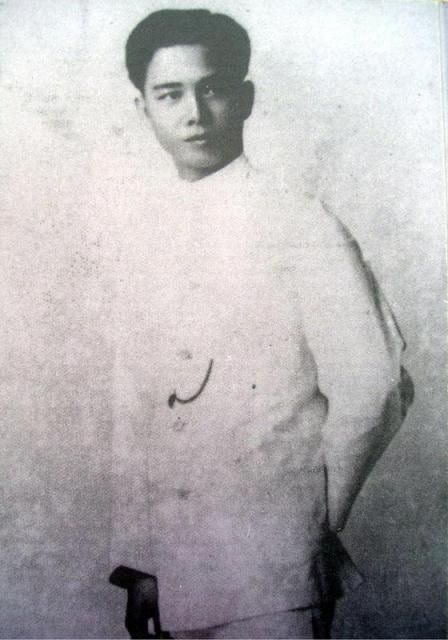
年輕時的汪精衛

1905年7月，通过胡汉民的堂弟胡毅生与兴中会会员发生联系。当月下旬，汪与朱执信在东京神田錦輝館进谒孙中山，孙的演讲给他留下极为深刻的印象。汪于是加入中國同盟會。7月30日，汪在赤坂区桧町黑龙会会所参加同盟会筹备会，与黄兴、陈天华、马君武起草会章。8月20日，在日本众议员坂本金弥家召开的同盟会成立大会上，汪被选为评议部部长，成為孫助手。曾任同盟会机关报《民报》编辑，开始使用《山海经》中的「精衛」為笔名，曾发表《民族的国民》、《论革命之趋势》、《革命的决心》、《革命决不致招瓜分说》、《再论革命决不致招瓜分之祸》。对此，两广总督岑春煊非常不满，派人前往日本要求汪停止革命活动被拒。岑春煊于是要求在其幕府工作的汪兆镛为汪定亲，返粤和刘氏女结婚。汪接到来信后，以“家庭罪人”名义复信称：“事已发觉，谨自绝于家庭，以免相累”，“俾为国流血，以竟其志，死且不朽”。汪兆镛接到信后宣布“驱逐逆弟永离家门”，送状子至番禺县报告存案，解除了与刘氏女的婚约。革命党人因此对汪表示赞赏:12-13。

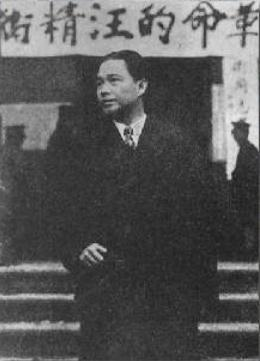
汪兆铭

1906年，汪以两百多学生中第二名成绩从法政大学毕业，开始随孫游走越南、马来亚等南洋各地以设立同盟会分会，策划在中国广西云南边境地区发动武装起义。同年7月，汪与张永福、陈楚楠等在新加坡吉宁街十三号出版《中兴日报》，与保皇派的《南洋总汇报》论战。汪侧重从革命理论方面回击康梁。

#### 跟隨孫文籌劃革命
1906年，汪畢業後返回香港。隔年1907年3月，清政府施压使日本驱逐孙。孙率汪与胡汉民离开日本，前往南洋筹款。从1907年至1909年，汪奔走南洋各地，足迹遍布河内、海防、西贡、新加坡、暹罗、仰光，组织分会一百多处。汪擅长演说，有很强的煽动性，往往未登台前会场已座无虚席，汪登上讲台后全场鸦雀无声，讲至精彩处掌声如雷。胡汉民后来评论到“余20年来未见有工于演说过于精卫者。”马来亚槟城华侨富商陈耕基的女儿陈璧君因其演说成为汪的崇拜者，为此还认购了《中兴日报》的股票。1908年，二人在同盟会会员吴世荣家中结识。陈璧君因富贍文采，成為孫秘書，亦是其文告捉刀人與革命事業得力助手。 1909年，汪与陈璧君一同转赴日本:14-15。

### 歸國行刺
当时，革命党人在中国多次发动起义，屡次失败。1909年3月，清廷宣布预备君主立宪，东京同盟会会员沮丧情绪增加，意志消沉。5月，同盟会内的原光复会领导人陶成章、章太炎等在同盟会搞分裂活动，攻擊孙将捐款中飽私囊，发表《孙文罪状》，要求“开除孙文总理之名”，并刊印传单攻击“今之《民报》为孙文、汪兆铭所私有”。借此机会，保皇党大做文章。11月，《南洋总汇新报》发表该传单并攻击革命党。梁启超等保皇改良派讥讽同盟会领袖是“远距离革命家”、“徒骗人于死，己则安享高楼华屋。”汪为此大受刺激，灰心丧气:16-17。
为了回击保皇派，挽回民众对革命党的信心，汪约请在日本的喻培伦、黄复生、黎仲实、陈璧君、罗世勋等由香港潜入北京，谋刺清摄政王载沣。孙、黄兴、胡汉民等人多次劝阻，汪仍自行其是，并为此反复与之辩论。9月，黄复生与但懋辛赴北京，经营暗杀机关。行前《致南洋同志书》中说：「此行无论事之成败，皆无生还之望。即流血于菜市街头，犹张目以望革命军之入都门也。」12月，汪和陈璧君、黎仲实等由香港前往北京，在琉璃厂火神庙夹道组织秘密机关，开设照相馆为掩护，又在东北园租赁一屋作为活动场所。最初选择的暗杀对象是庆亲王奕劻，但因其戒备森严，未能得手。后试图刺杀从欧洲考察海军归国的载洵、载涛。二人携带盛炸药的铁壶在东站等待，因戴红顶花翎的人太多，汪等人无法认出而未下手。最后决定谋刺清朝摄政王载沣:21-22。
1910年2月21日，汪在北京后海北岸的银锭桥埋设炸弹，再敷设电线。电线太短不够。第二天添购电线，晚12时下桥。喻培伦发现有人蹲在桥上观察，告诉汪躲避。黄复生见三人持灯笼下桥寻觅，“良久乃出”，认为秘密暴露，匆匆赶回东北园，连夜召开紧急会议。决议喻培伦赴东京购买炸药，黎仲实、陈璧君赴南洋筹款，汪和黄复生留守北京，等炸药到后再谋进行:22。
当时清廷因为此案满城风雨，传出各种流言，普遍认为是公族之间倾轧斗争所致，有说溥伦想篡位，有说是庆亲王奕劻与肃亲王善耆有矛盾，想中伤善耆，因为炸药的纸上写有“伦敦”字样，也有说是载洵、载涛从英国带回的。清廷如临大敌，出动了所有密探，密布于客棧、餐廳、酒樓、茶馆、妓院、劇場等，力求尽快破案。4月16日，汪与黄复生在东北园谈话后，二人与罗世勋分别被捕。孙在纽约闻讯后极为关心和痛心，对身边人表示“昨汪兆铭先生在北京谋炸载沣失手，不幸被捕，已被监禁，将来必无幸免，此即无异断吾臂也。”:22-23
汪狱中写了长达数千言的供词，他引用英国、法国、德国、日本立宪的历史，指责清廷立宪“适为君主权力之保障”，无法根本解决中国的问题，为了不牵连黄复生，否认黄复生知道自己的意图。他还为此赋诗，慷慨激昂，一时为人传诵。在审理汪等政治犯的过程中，清廷举棋不定。包括摄政王载沣、法部尚书廷杰、大学士那桐、学部侍郎宝熙在内的官僚主张判处死刑。期间，同盟会领导人千方百计设法营救汪。当时同盟会会员程家柽在民政部尚书肅親王善耆家任教师，对善耆做工作说：“国家如枉杀汪、黄，则此后党祸日夕相寻，非朝廷之福。”:60在审理中，善耆也对汪之人品才学产生敬重，外加清廷担心如杀汪，可能会导致革命党更加暴力，经过善耆对摄政王的斡旋下，载沣同意其意见，改判終身監禁。汪一案，清政府没有株连他人，审讯时不用下跪，饮食得体，可以将日常衣物送入狱中穿戴，并一人一室，行动自由。汪“终日披卷吟诵，颇觉安逸”。善耆经常到狱中向汪嘘寒问暖软硬兼施，并赠以图史百余帙，试图使汪变更革命决心，曾为此将他带到法场对他进行逼迫。善耆常在狱中与汪谈论天下大事，讨论诗歌:23-26。贝子溥伦也曾到监狱探望，改善了他在狱中的生活条件。汪在监狱中得知黄花岗起义后亦曾写诗祭奠:60。
自此之后，汪对善耆十分感激，而其精神状态也发生重大改变，诗词风格由高亢激昂逐渐趋于低沉消极，有“豆萁何苦更相煎”的诗句，视革命黨人与清廷的鬥爭为「煮豆燃萁」（兄弟鬩牆）。肅親王在大連病逝後，汪曾前往慰弔，並對張學良說：「我當年被捕，是肅親王審的。要殺我，肅親王可以殺，肅親王沒殺我。但肅親王就跟我講啊，說：『你們這革命呀，當然啦，你們是有原因的，看我們清朝太壞了。唉！假如你們成功啊，我看你們也不能強過我們什麼的。』他這句話所說的應驗了，我們今天成功了，真是還不如人家前清，弄得這麼糟糕！」:232
武昌起義之后，1911年10月30日，清宣統帝“下诏罪己”后，政治犯得到赦免，11月6日，清廷大赦政治犯，汪、黄被释放。

### 辛亥革命
汪獲釋後，与袁克定结识，后与之结拜为异姓兄弟。在袁克定的引荐下，汪于锡拉胡同袁世凯住宅与之会面，每天晚上饭后7点或8点会见袁世凯，11点或12点离开，为其讲解民主立宪的本质，汪还推荐同盟会会员魏宸组为袁世凯深入讲解，“袁渐渐不坚持君主，最后不言君主，但言中国办到共和不易”，汪、魏说“中国非办共和不可，共和非公促不可，且非公担任不可”。11月15日，汪与日本法大速成班时期的同学和好友杨度宣布成立“国事共济会”，总部设于天津:65，11月18日于天津《民兴报》发表《国事共济会宣言》，称“中国自有立宪问题发生，国中遂分为君主立宪、民主立宪两党”，于是主张成立国民大会，将两党不同政见，诉诸民意，“不以兵力解决，而以和平解决”。革命党喉舌对此发表了题为《无聊之共济会》，逐点批评了国事共济会的宣言和章程，“即如汪兆铭，亦鼓吹革命有年，乃党人之有学识者……竟感虏廷不杀之恩，而为彼满皇说法乎？”11月27日汪赴天津，筹组京津同盟会分会，直接管辖暗杀部，后受袁世凯示意组织黄复生暗杀了良弼。12月5日，该会宣布解散。载沣下台，清廷命袁世凯为议和全权大臣后，委托唐绍仪为总代表，汪等人为参赞，參加南北議和。期间，汪与南方黄兴保持书信联系，沟通南北。
南北和谈开始后，汪前往武昌与黎元洪会面，后来到上海。作为南方总代表伍廷芳手下的四名参议之一，他在上海伍廷芳的寓所——一观渡庐与唐绍仪研究对策，而且“差不多每天都有密电向袁世凯报告南方的一切动态”，因此有人称汪为“政治两栖动物”:71。
12月25日，孙从海外归来。26日，汪出席了孙召开了同盟会领导人会议，主要讨论临时政府的组织形式。宋教仁主张内阁制，孙反对称：“内阁制乃平时不使元首当政治之冲，故以总理对国会负责，断非此非常时代所宜。吾人不能对于唯一置信推举之人，而复设防制之法度。余亦不肯徇诸人之意见，自居于神圣赘疣，以误革命之大计。”汪与黄兴、胡汉民、陈其美、张静江、马君武等认同孙意见，遂决定采用总统制。12月29日，孙当选为临时大总统。汪等人还根据孙指示的精神，起草《中华民国临时大总统就职宣言》:72。孙起初反对议和，认为“革命之目的不达到，无和议之可言也。”1月11日自任北伐总指挥，以黄兴为陆军参谋长，举行北伐。汪对此表示极力反对，认为“权力为天下之罪恶，为政权而延长战争更无可以自恕”，并指责孙说“你不赞成和议，难道是舍不得总统吗？”孙在各方面舆论包围和革命党人的催促下不再坚持己见。胡汉民后来回忆他与汪二人劝阻孙，“可云功之首，而又罪之魁！”
1911年底到1912年初，中国北方的革命党多次在通州、滦州、任丘发动武装起义，汪以同盟会北方领导人的身份，派人四处劝阻，强调“吾党京、津、保一带同志，自应遵守诺言，不可有所行动”。北方革命党人则指出停战范围不包括京、津、保地区，且“我虽停止活动，彼（袁世凯）仍逮捕枪杀，奈何？”汪回复“项城期望于和议者甚殷，且治军严，当无如此轨外行动”。袁世凯以党人起事责问汪兆铭时，他则说“当为匪类之结合，请依法办理。”:31-32
1912年宣統退位、袁世凱任中华民国大总统后，汪曾發誓不當北洋政府的官員、議員。孙成立南京临时政府时，汪曾力辞广东都督一职，表示“革命成功了，应该让有学问的人去担任国家重任，我过去为革命没有读书，现在应该让我出国求学。”2月，汪与蔡元培、吴稚晖、李石曾等在上海组织“进德会”，力图改变社会风气，提倡“八不主义”，“六不主义”，倡导“不做官”，“不当议员”，“不吸烟”， “不纳妾”。2月21日，汪与蔡元培、魏宸组、刘冠雄、钮永建、宋教仁、曾昭文、黄恺元、王正廷、唐绍仪受南京临时政府特派，一同乘船北上前往北京迎接袁世凯南下。4月，汪还与蔡元培、李石曾发起成立“留法俭学会”，认为：“今共和立，欲造成新社会新国民”应“首重教育”，“欲输世界文明于国内，必以留学泰西为要图”。但是留学费用昂贵，“其事甚难普及”，为了推广留学的方法，向欧洲“民主民智先进国”学习，“节俭费用”，养成“劳动朴素、勤洁苦学之风”，所以成立该会。同年4月，在北京成立留法预备学校:80-81。
当年春，汪和陳璧君在上海結婚，并前往广州省视兄嫂。8月辞去一切政务，经南洋赴法國学社会学与文学。汪途中浏览了马来半岛的太平山、印度洋，创作不少诗歌译作，他在诗歌中表达了不过问政治的倾向，对斗争表示厌倦:33 。

### 二次革命
1913年3月宋教仁遇刺，“二次革命”正醞釀中。汪得知后于6月2日和蔡元培回到上海，后与张謇、赵凤昌商谈停战条件，主张袁世凯当正式大总统，暂不撤换四省都督，宋案以法律形式解决，追究应止于洪、应二人。张謇认为汪“可亲可爱”，6月13日给袁世凯写信誇汪“明达事理，能顾全大局”，建议袁世凯：“即电请汪、蔡入都，俾指导其党之暴乱分子，使选举时稳静一致。”袁世凯于6月16日复电曰：“倘伟大（指孙）果有意休兵，我又何求不得。如佯谋下台，实则猛进，人非至愚，谁肯受此？精卫达者，已托燕孙转约北上。”不久，袁世凯给汪写亲笔信请他北上，称“如惠然肯来，以罄心曲，必于国事有所裨益。”:82-83
6月10日汪前往广州呼吁革命党人放下武器。7月中，二次革命正式爆发，汪返回上海，心情极为沮丧，称“余生可厌，死所未获”:33-34，由于战争已成事实，汪发表电文，声讨袁世凯，支持讨袁战争。7月19日，他与唐绍仪、蔡元培联名致电袁世凯，促其辞职。同日，他又与蔡元培、吴稚晖、张继等创办《公论晚报》，刊登讨袁文章:83。
革命失敗後，亡命法國与蔡元培比邻而居，入法國里昂大學攻讀社會學。当时中国留法学生多集中在蒙达尔纪城，汪与蔡元培、李石曾热心于留法勤工俭学活动，每星期前往讲述中西学术:87。其間袁世凱、袁克定父子通过朱芾煌汇来三千元给汪和蔡元培，后邀请他们回國任高級顧問被拒絕。汪與吴稚晖在巴黎时，曾經有一次，吳氏手裡捧著一頂軍帽，很嚴肅地獻給汪，他說：「你戴上吧！今後要革命，要救國，要實現主張，要貫徹主義，一定要依靠武力，我希望你成為一個軍事家，來領導同志。你如能挺身以當大任，我第一個就願意向你磕頭。」當時汪表示他對軍事沒有興趣。1915年12月袁世凱稱帝后，汪与陈璧君回国參加「護國運動」，将子女寄托给在波多的蔡元培照看。
1917年7月，孙离开上海开赴广州组织护法运动，命汪回国，汪由法国经英国、芬兰和西伯利亚返国。此时，俄罗斯帝国处于革命前夕。汪亲身感受到俄罗斯人民反战情绪。1919年，广州军政府任汪为巴黎和会南方代表，汪对军政府不感兴趣，没有接收，并再度赴法。
汪年少時期相貌英俊，被普遍公認為是美男子。1918年徐志摩在日记中写道：“前天乘着湖專車到斜橋，同行者有叔永、莎菲、經農、莎菲的先生（老師）Ellery，叔永介紹了汪兆铭。1918年在南京船裡曾經見過他一面，他真是個美男子，可愛！適之（胡適）說他若是女人一定死心塌地的愛他，他是男子……他也愛他”。

## 中年經歷

### 任职广州
1920年10月，汪奉孙之命第四次回国。1921年，孫在廣州就任非常大總統，汪出任廣東省教育會長、廣東政府顧問，此为汪首次出任政府官员。他对广东政局颇为不满。1922年5月，孙派汪前往惠州劝陈炯明回广州担任陆军总长协助北伐被拒。后汪多次前往劝说无效。后来，陈炯明反叛。同年，孙的北伐对象直系吴佩孚、曹锟制造舆论，主张“孙吴合作”，派人前往上海迎孙北上，遭孙断然拒绝。孙派汪前往奉天，与张作霖联系企图利用奉系势力打击直系。同年，陈独秀、李大钊多次与孙会晤，处境艰难的孙开始考虑与苏联合作。9月、11月、12月，孙在上海三次召开干部会议，研究国民党改组问题。汪赞成改组，但对共产党人士以个人身份参加国民党持有异议，认为这样做，就好比《西游记》上的孙行者钻进熊精的肚子裏翻觔斗、使金箍棒，熊精如何消受得了？但孙的态度坚决，甚至宣称要组织新党，或孫本人自己加入共产党。汪于是不再坚持己见并积极办事。在第二次会议上，汪与胡汉民成为国民党改组宣言的起草人。10月19日，孙任命汪为国民党改组委员，以参与改组国民党本部的事宜。在国民党召开的特别会议上，汪被指派为中央候补执行委员，推行国民党的改组工作并筹备国民党第一次全国代表大会:99-105。
1924年1月，中国国民党在廣州召开第一次全国代表大会，会上汪以章程审查委员会主席身份作审查报，广东代表方瑞麟发言反对共产党员加入国民党，李大钊登台驳斥。汪态度鲜明地支持了李大钊，并说过去吴稚晖、李石曾、张继都是无政府党人，“我们已承认他们为国民党员，如何对于共产党员又不允许他，这是什么道理？”廖仲恺也发言表示“共产党的加入“是本党的一个新生命”，“是与我们同做国民革命工夫的”。方瑞麟的提案于是被否决。汪當選為中國國民黨中央執行委員，兼任上海执行部常务委员、中央宣傳部部長。7月成立国民党中央政治委员会，汪为委员之一，进入国民党中央核心。此时，汪在解释三民主义时说“三民主义的性质，是反帝国主义的，是非资本主义的；而苏俄是反对帝国主义非资本主义最坚决最有力的国家，所以中国革命应该联合苏俄，这是联俄的真意义。……所以如果有人问我们拿什么去联俄，我们可以答道：三民主义的中华民国，与共产主义的苏俄，都是反帝国主义的，都是非资本主义的，所以有联合的必要与可能。”在农工政策方面，汪认为要点是党与政府应该唤起民众，为民众的利益奋斗，民众应该服从党与政府的指导，结合成国民革命的基本势力:50-51。10月，冯玉祥发动北京政变，邀孙北上。孙商议，令胡汉民留守廣東，汪以孙的中文秘书名义随行，同行的还有宋庆龄、戴季陶、孙科、李烈钧。11月17日一行人先到上海，孙命汪先前往北京，做好事前布置，自己前往日本后再赴北京。21日，汪抵达天津，并向报界发表谈话。12月5日下午，孙在汪、李烈钧、邵元冲、孙科等陪同下前往曹家花园与张作霖会面对其表示答谢。31日，一行人抵达北京。孙病重后，指定汪、李石曾、吴稚晖、陈友仁、李大钊等人组成临时中央政治会议，汪为首席发言人，在许多场合代表孙讲话。汪讲话指责段祺瑞执政府善后会议有欺骗性。3月1日，汪出席国共两党召开的国民会议促成会代表大会:114-115。
1925年2月，孫临终前预立三份遗嘱，分别是《孫文遺囑》、《家事遺囑》和《致苏联遗书》。孙去世前，汪陪伴左右，曾表示害怕在自己死后他们要不因害怕危险被“敌人软化”，要不则遭敌人“加害”闭眼不再说话。汪于是表示不怕危险，不会被敌人软化，请求孙为其指明“怎样向前去奋斗”，并表示自己预备好了几句话，可读给孙听，如表赞成便签字畫押。孙表示同意。汪随即取出一张纸，低声慢读“余致力国民革命，凡四十年，其目的在求中国之自由平等。积四十年之经验，深知欲达到此目的，必须唤起民众及联合世界上以平等待我之民族，共同奋斗。现在革命尚未成功，凡我同志，务须依照余所著建国方略、建国大纲、三民主义及第一次全国代表大会宣言，继续努力，以求贯彻。最近主张开张国民会议及废除不平等条约，尤须于最短时间，促其实现，是所至嘱。”当天，孙没有签字。3月11日，孙意识到了自己不久于人世，在遗嘱上签字:116-117。3月12日，孙去世。由于奉行“天下为公”，主张召开国民大会，实现民主，孙并没有在遗嘱中提及接班人，也没有口头交代。此时，廖仲恺、胡汉民、汪三人为国民党元老，很有资格接班。但廖仲恺由于左倾，且比较激进，遭到右派反对。胡汉民代行过大元帅一职，接班条件明显，但由于立场右倾，又遭到左派反对，且人缘不好，威信不高。汪一方面得到了国民党左派和共产党的支持，另一方面由于处世表现得调和折中，右派较为接受。孙垂危之际，汪在北京主持临时政治会议，讨论孙逝世后国民党和政府的领导体制问题，决议将广州大元帅府改为合议制，胡汉民接到电报后主张组织一个委员制的国民政府，廖仲恺、汪表示同意。5月，汪离京南下。8月到达汕头。

### 国府主席
自1905年孫中山成立中國同盟會後，到1925年孫去世，在孫領導下，胡漢民重在內部策劃，汪精衛重在對外聯絡，蔣介石重在軍事任務，三人大致分工合作:21。
1925年7月1日廣東國民政府成立，汪在加拉罕、鲍罗廷的支持下，被選為國民政府常務委員會主席和軍事委員會主席，繼續執行孫的聯俄容共政策。
從1925年8月廖仲愷被刺到1926年3月「中山艦事件」，第一次汪蔣合為時僅半年:21。8月20日，廖仲恺遇刺，胡汉民嫌疑重大，许崇智和蒋介石主张杀之，汪由于和胡私交很深，认为胡“只负政治上的责任，不负法律上的责任”，允许其离开广州，以赴莫斯科考察的名义将其驱逐出国。接着，在蒋的要求下，汪以军委主席身份发布命令，让蒋以广州卫戍司令的身份“全权处理粤局”，合法地解除了许崇智的武装，合法将其驱逐，蒋于是趁机一跃而上，开始对汪构成威胁。汪于是撤换了蒋的亲信陈肇英，处分了蒋的拜把兄弟欧阳格。11月23日中國國民黨右派戴季陶、林森、邹鲁、谢持等在北京碧云寺以“国民党第一届中央执行委员会第四次全体会议” 召開「西山會議」，反對汪左傾，决议“撤除汪精卫中央执行委员的职务，并开除汪精卫党籍6个月，不准其在国民政府中任职”:124-125。
1926年1月1日，中國國民黨第二次全國代表大會在廣州開幕，內地和海外代表共256名，汪在開幕式上演說:2363。1月4日，大會上午10時開會，汪臨時主席，林祖涵報告大會籌備經過，譚平山報告代表資格審查經過，吳玉章報告大會秘書處組織經過，通過會議規則，汪入列7人主席團，報告接受總理遺囑經過，決定在廣州粵秀山（即觀音山，今稱越秀山）建接受總理遺囑紀念碑:2365-2366。1月6日，大會繼續舉行，上午汪報告《兩年來政治經過狀況》及鮑羅廷在政治委員會工作之情況，下午蔣報告軍事狀況，樹德報告北方政治狀況，議決組織宣言起草委員會，汪、邵力子、高語罕3人為起草員:2368。1月9日，孫科、吳鐵城由上海返廣州，汪、蔣同意孫科、吳鐵城之三條要求:2371-2372。1月11日下午汪報告宣言大綱:2373。1月16日，大會選出包括汪精卫在内的第二屆中央執行委員36人:2377。1月19日下午大會閉幕，發表《中國國民黨第二次全國代表大會宣言》，汪致閉幕詞；國民政府軍事委員會決議任命蔣為中央軍事政治學校校長，汪為黨代表:2379-2380，此外大会议决继续执行联俄、容共、扶助农工的三大政策。

### 離開中國
1926年3月20日中山艦事件後，由於蔣成功迫使國際共產黨讓步，替換了與汪親密、反對國民革命軍北伐的蘇聯駐廣州軍事顧問團團長季山嘉等人的職務。事件当天，身为国府主席、军事委员会主席的汪因病在家休息，陈公博前来通报才知道广州戒严。汪的威信备受打击，十分气愤。3月22日，在汪公館開政治會議，汪等面對的是蘇聯人已經決定讓步的現實。決議“汪主席患病，應予暫時休假。”，汪以治療糖尿病，5月11日離開廣州赴英屬香港，6月中旬起在法國巴黎乡间隐居直至1927年2月。
1926年7月9日，中國國民黨國民政府成立國民革命軍，由蔣擔任總司令北伐。因蔣逐漸與國民黨左派與中國共產黨分歧，力邀汪歸國主持武漢國民政府。
1927年2月下旬，汪在莫斯科会见苏联领导人斯大林，然后歸国。
1927年3月11日，中國國民黨二屆三中全會舉行第二次會議，出席委員28人，孫科任主席，根據「統一黨的領導機關案」議決下列各項：一、改選常務委員，汪等九人當選，二、改選中央黨部各部部長，組織部部长为汪（吳玉章代）。三、改選中央政治委員，四、選蔣等15人為軍事委員會委員，汪入选軍事委員會主席團，五、選汪等28人為國民政府委員，汪為國民政府常務委員:2645-2646。3月20日，武漢國民政府通電公布二屆三中全會選出國民政府委員25人名單及國府常務委員五人，汪位列其中:2654。

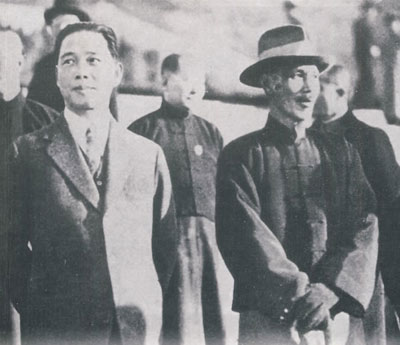
汪精衛與蔣介石攝於1926年

### 返回中國
1927年4月1日，汪經蘇聯抵達上海:2668-2669。宋子文前往吴淞口迎接。期间，国民党元老吴稚晖、李石曾等提出“共产党已预备提出打倒国民党、打倒三民主义的口号，并图指使工人在租界发起暴动，以引起国民党的外交纠纷”。4月3日，汪是日至4月5日與蔣、李宗仁、白崇禧、黃紹竑、吳敬恆、李石曾、蔡元培等10餘人，在上海舉行秘密會議，討論蔣提議：趕走國民政府顧問鮑羅廷、分共，汪不贊成立即分共，經反覆策劃後決定：一、定4月15日召集中國國民黨四中全會解決中國共產黨與中國國民黨問題，在開會之前各地中國共產黨員暫時停止一切活動，聽候開會解決，二、武漢中國國民黨中央和國民政府所發命令可以拒不接受，三、由各軍隊、黨部、團體、機關之最高長官和主要負責人對「在內陰謀搗亂」者，予以制裁，四、凡工會、糾察隊等武裝團體，應歸總司令部指揮，否則認其為對政府之「陰謀」團體，不准存在；蔣發表支持汪復職通電，內稱：「自汪歸來，所有軍政、民政、財政、外交皆在汪指揮下統一於中央，本人獨司軍令，俾專責成。」:2671-2672。
汪表示同意分共，但是在分共的时间和方式上有不同主张，强调党纪法统，因此被他人称之为“始终袒共”。会上众人与汪辩论激烈，吴稚晖甚至向汪下跪求其改变态度。4月5日，汪與陳獨秀在上海發表《聯合宣言》（即《告兩黨同志書》），稱：「中國共產黨堅決的承認中國國民黨及國民黨的三民主義在中國革命中毫無疑義的需要」，「國民黨最高黨部最近全體會議之議決，已示全世界，決無有驅逐友黨、摧殘工會之事。」，當晚汪秘密乘船赴漢口:2673-2675。同日，国民党领导在上海再次开会，汪遭到吴稚晖的臭骂，称他“狗不如”，要他“滚蛋”，为此汪痛哭流涕，表示自己也反共，只是方法不同。李宗仁主张将其软禁，不能放虎归山。宋子文得知后，当天夜里将汪偷偷送到“江丸号”轮”上，4月6日凌晨汪不辞而别悄然赶赴武汉。
1927年4月11日汪就任武漢國民政府常務委員會主席，反對蔣的清共建議，堅持容共。4月12日，南京的蔣與西山會議派的反共國民黨元老，由中國國民黨中央監察委員會在上海發動「四一二事件」，下令清除共产党。汪發表講話，痛斥蔣的武力清黨行為，也认为两党之间在长时间中，目标一致，表示「反共即是反革命」。4月14日，中國國民黨中央執監委員胡漢民、吳敬恆、蔡元培、李石曾、張靜江、鄧澤如、蕭佛成、柏文蔚、陳果夫、甘乃光、黃紹竑等在南京舉行四中全會預備會議，胡漢民主席，決定全體委員會於4月13日上午10時舉行，並電催汪等來南京:2684。4月16日，汪在武漢致電各級黨部、各地方政府，斥責蔣違背中央命令，圍繳工人糾察隊槍械，謀開西山會議式之會議，反抗中央；汪在武漢以中國國民黨政治委員會主席團名義，召開「國共兩黨聯席談話會」，討論應付時局辦法，4月18日決定先行北伐:2687。
4月18日，南京國民政府成立并加速清党，通緝中國共產黨首要和中國國民黨「附共分子」197人。随即，武漢國民政府下令免蔣本兼各職，令稱：「蔣中正屠殺民眾，摧殘黨部，甘心反動，罪惡昭彰，已經中央執行委員會議決，開除黨籍，免去本兼各職。着全體將士及革命民眾團體拿解中央，按反革命罪條例懲治。」，同日又令：「國民革命軍第一集團軍所統率之第一、第二、第三、第四各方面軍及總預備隊，着均歸軍事委員會直轄。」:2688-2689，是為寧漢分裂。虽然汪到武汉后言辞激烈，表示“反共即是反革命”，“革命的往左边来，不革命的快走开”，但却对兴起的工农运动感到恐惧：“当4月中旬，兄弟到武汉，看见那边情形，不但不像十三四年间的广东，也不像十五年间的广东了。其时武汉已成为共产党把持的局面了。只看工人运动农民运动，其理论与方法已完全是共产党的，而不是国民党的了。”他认为中国经济落后，算不得有大资产阶级，共产党所谓大资产阶级、小资产阶级、大地主、小地主……在实际上界线难定，只是共产党欲利用这个名词捣鬼，將其所欲打倒的，加上一个“大”或“中”字。汪以巩固联合战线、维护工商利益为名，将工农运动称为“幼稚”、“过火”、“越轨”，要加以严厉制裁。4月21日，武漢軍事委員會通電全國，號召一致努力完成北伐及肅清蔣等叛黨分子；蔣通電宣布軍事委員會由廣州遷移南京，於本日開始辦公:2691-2692。4月汪决定制裁党内违反本党主义的言论和行动，5月，武汉政府分别颁布法令，保护地主、工商业者，制止工人及店员过度要求，禁止其干预厂店管理。6月，发布通令保护军人家属财产土地。武汉国民党中央还制定了《禁止民众团体及民众自由执行死刑条例》:73-76。

### 宁汉之争
1927年6月1日，共產國際給鮑羅廷、羅易之5月「緊急指示」傳到中國，要求實行土地革命，吸收工農領袖充實中國國民黨中央，動員2萬名左右共產黨員，加上5萬名工農革命軍組成一支可靠軍隊，組織革命法庭懲辦反動軍官等，中共中央立即舉行政治局會議進行討論，決定回電莫斯科：「命令收到，一旦可行，立即照辦。」，6月5日羅易將國際指示泄露給汪精衛，並要他「接受電報的要旨」，「否則就將國民黨一刀兩斷」，汪拒絕接受，並指責說：「你們破壞了協議。」:2724-2725羅易本来想拉拢汪，然則引起汪的严重不满，遂开始提防中共。6月12日，汪、譚延闓、孫科、顧孟餘、徐謙於鄭州會議結束後，是日返武漢，于右任附車同行:2734-2735。
1927年7月13日，中共中央發表《對政局宣言》，決定撤回參加國民政府之共產黨員，但共產黨員不退出國民黨，不拋棄與中國國民黨合作之政策；武漢國民政府軍事委員會政治部主任鄧演達因汪集團背叛，革命形勢逆轉，無力挽回，於上月末化裝成檢查電線之工人離開漢口北上鄭州，轉西安赴蘇聯，是日發表《辭職宣言》:2764-2765。7月14日晚，武漢中國國民黨中央政治委員會主席團秘密召開「分共會議」，兼有中國國民黨籍之中國共產黨員都被排斥而不得參加，汪在會議上極力主張「分共」，陳友仁代宋慶齡發言極力反對，稱：「聯俄、聯共和扶助農工三大政策是總理手定的，有了三大政策，革命才能夠發展成今天的局面，拋棄三大政策就必然要向帝國主義和蔣介石屈服。」，會議決定派重要人員赴莫斯科說明聯俄政策乃是三民主義聯合共產主義，三民主義之中國聯合共產主義之俄國，並討論「切實聯合」辧法，對於「違反主義政策」之言論行動之中國共產黨員予以制裁；宋慶齡因汪集團排斥中共，寫成《為抗議違反孫中山的革命原則和政策的聲明》，7月18日在漢口《人民政壇報》公開發表；共產國際在蘇聯《真理報》上發表《關於中國革命當前形勢的決議》；馮玉祥、徐謙、孔祥熙自洛陽致電南京、武漢政府，力陳內訌妨害對外，主張召開開封會議，專議黨內問題，雙方停止向安徽、江西徵調軍隊，共圖和平，凡會議公認負咎之人，均當服從眾議下野，7月18日胡漢民、鈕永建、吳敬恆自南京覆電贊成攜手反共，惟對汪等上月覆馮禡（6月22日）電中所稱「南京決難寬恕」之言及武漢倒蔣之行動表示不滿，7月22日馮玉祥再電漢口汪勸和，並提開封會議辦法，7月24日汪等覆電贊同，聲明反共，願遷都南京實行寧漢合一，如寧方贊同，可在開封開預備會議，不必拘會議形式，汪並另電致馮，稱對蔣只有公憤，別無私仇，但「政府法統必以死爭」:2765-2766。
1927年7月15日，武漢中國國民黨汪集團發動「七一五分共」，召開中央常務委員會擴大會議討論「分共」，汪以政治委員會主席團名義報告《容共政策之最近經過》，稱中共中央7月13日《對政局宣言》是「破壞本黨容共政策之最大表示」，中國共產黨既然退出國民政府，「則在國民革命軍中、各級政府機關中，亦無須存在」，會議通過《取締共產黨》案，正式和中國共產黨決裂，隨即在武漢抓捕中國共產黨人，在育才學校、文化書社等處一日即捕20餘人，中共中央從武漢開始轉移和疏散人員，武漢中央軍事政治學校解散:2766-2767。7月26日，汪準備在廬山開反共會議，通知賀龍、葉挺到廬山參加，並令所部集中德安，賀龍、葉挺、葉劍英、高語罕、廖乾吾在鄱陽湖小船上開緊急會議，研究對策，決定不去廬山，部隊亦不去德安，而按第二十四師、第二十軍順序速向南昌開進，是日賀龍第二十軍到達涂家埠:2774-2775。7月27日，鮑羅廷離開漢口乘京漢鐵路車北上鄭州，轉道陝、蒙回蘇聯，汪、譚延闓、孫科等到車站送行:2775-2776。7月28日夜，汪偕孫科、張發奎等離開漢口赴九江，次日到廬山，密商加緊「清共」，唐生智、朱培德、黃琪翔、金漢鼎均與會，會議決議：一、嚴令賀龍、葉挺限期將軍隊撤回九江，二、封閉九江市黨部、九江書店、九江《國民新聞報》館，並逮捕其負責人，三、第二方面軍實行「清共」，通緝惲代英、廖乾吾、高語罕等人:2776。武漢分共後，汪再次確定民權主義，主張地方自治，完成訓政，實施憲政。
1927年8月1日，周恩來、賀龍、葉挺、朱德、劉伯承率領北伐軍2萬餘人在南昌舉行武裝起義:2779-2782。8月2日，胡漢民、鈕永建、吳稚暉、李烈鈞覆馮玉祥轉漢敬（7月24日）電，謂「汪精衛前存意氣，故未能開誠相商，只須實踐四月開執監大會之宿諾，則其重要分子來柄大權，亦所希望」，次日汪、譚延闓、孫科、唐生智、程潛等聯名電馮表白徹底反共，謂已通告於一個月內開執監會議，「俾進行討共及對北戰事」，8月8日李宗仁、蔣、胡漢民等11人電謝馮玉祥，寧漢妥協成立:2782-2783。8月3日，汪等電馮玉祥，表示願與寧方一致努力，消滅共產黨，汪稱：如寧方「果能尊重中央，南討共賊，北伐奉魯」，他個人之進退，無關輕重:2783-2785。8月4日，汪致書西山會議派許崇智，對容共表示認錯，並對許頗多推多推崇，要其「出而負責，置黨於最安全之地」:2785。8月7日，汪在中國國民黨湖北特委會臨時宣傳大會上作反共演說，稱：「我們今日已經到了決鬥時期，要和共產黨，和一切假革命派決一死戰。」:2788。8月8日，武漢國民黨中央政治委員會第四十四次會議議決，開除跨黨中國共產黨員之中國國民黨黨并開始逮捕處死共產黨人，實行武力分共。8月9日，武漢汪等通電全體中國國民黨員，首述反共經過，繼謂中國國民黨之危機，因反共已去其一，惟分裂不可不及時解決，決於一個月內召開四中全會，解決黨內糾紛，8月11日武漢中國國民黨中央執委會通告各執行委員，預定本月15日召集之四中全會，延期至9月15日在南京舉行:2789-2790。8月12日，南京中國國民黨中央執監委會議，蔣以北伐受挫，寧漢謀和之壓力，提出辭國民革命軍總司令職，軍事方面交何應欽、李宗仁、白崇禧三總指揮負責，晚11時30分偕白崇禧、黃郛暨隨員、衛隊離開南京赴上海；李宗仁、白崇禧自南京聯名通電汪、譚延闓、唐生智、程潛、朱培德、張發奎、陳公博等創議寧漢聯合，內稱：諸公毅然清黨「討共」，「已與寧方一致，其他黨內問題自可迎刃而解，而介公蔣介石以其所抱清黨去鮑羅廷目的已達，對於總攬戎機之權，急須卸脫仔肩，離寧休養，所有總司令之職權，交軍事委員會接收」，「黨內政治問題，亟須推誠計議，迅謀解決，請速電示進行方針，以便合寧漢全力一致北伐」:2792-2793。

### 宁汉合流
8月13日，蔣在上海通電宣布下野:2793-2794。8月14日，白崇禧、夏威、胡宗鐸電汪精衛、譚延闓、唐生智等商寧漢合作，內稱蔣已離寧赴滬，總司令職權交軍委會接收，現雙方所爭持者皆不成問題，至因爭持期間所發生之諸問題而必須先解決者，仍由代表赴潯面商:2794-2795。8月15日，武漢汪、譚延闓迭接南京要求合作電報，是日覆電請李宗仁等赴九江協議；汪在武漢中國國民黨中央黨部總理紀念周作報告，稱「中央黨部與國民政府，都只有一個，誰亦不能任意把持……我們堅持我們主張，務必達到提高黨權的威權」，武漢政府早已決定要遷往南京:2795-2796。8月19日，武漢政府依據國民黨中央執委會擴大會議決議，通電宣布遷都南京，並以中央執委會名義發表《遷都南京宣言》，稱：「今者蔣中正既解除兵權，以聽命於黨，李宗仁等復環請中央黨部及國民政府即由武漢遷都南京，以實行四月初旬之決議，而亟謀全黨之統一」，經中央執委會擴大會議決議，中央黨部及國民政府克日遷都南京，並以黨員應服從黨紀，抵抗帝國主義侵略，肅清軍閥，合力鏟除共產黨，以黨治軍等四端相勉勵；武漢國民黨中央執行委員會會議通過汪提議，撤銷中央前次對党内右派開除黨籍之處分；汪、譚延闓電南京李宗仁、何應欽、白崇禧，促寧方一意渡江作戰，聲明東下諸軍「只有急難之誼，並無他圖」:2798-2799。8月20日晚，汪前往廬山舉行軍事會議，與程潛等會商軍事及政府遷南京等問題:2799。8月21日，西山會議派張繼就寧漢合作問題致電南京，略謂：「值此危疑震撼之際，團結內部，實為唯一要圖，其辦法似宜統一漢、寧、滬三黨部合組，南京、武漢兩政府同屬一家，無正統與非正統之可爭，先後反共，更無誰勝誰負之可夸」，「精衛對內外皆失信仰，暫避要路，東南大局更有賴焉。」:2799-28008月22日，南京代表李宗仁抵達九江，旋赴廬山與汪會談寧漢合作，會議決定：譚、孫8月23日先偕李宗仁赴南京詳商一切，武漢東征軍暫行停止前進，武漢中央黨部、政府、軍委會一星期內遷南京，南京拱衛暫令第七軍負責，前方軍隊限即日肅清津浦鐵路南段:2800。
1927年9月5日，寧漢合作大致商妥，是日汪偕顧孟餘、徐謙、陳公博、何香凝、朱培德等自九江抵達南京，惟南京遍貼反汪標語，同日武漢代表譚延闓、孫科自南京赴上海，與胡漢民等協商合作辦法:2810-2811。9月8日晚，南京政府軍事委員會李宗仁等設宴歡迎武漢抵寧中委，汪演說，稱寧漢分裂是由於「工作上之注意點有所分岐」，「一方注意於清黨，一方注意於提高黨權」，並稱今日必須團結，「要以十二分的誠意和十二分的勇氣，來糾正既往，補救現在，開濟將來」:2812-2813。9月9日，汪、譚延闓、李宗仁、白崇禧、孫科、朱培德、李烈鈞、陳公博、甘乃光等為挽五中委回任，並與在上海執監委交換團結意見，是日自南京到上海，汪在北站接見記者，稱漢寧兩派在軍事方面現已一致，政治方面亦非一致不可，兩派合作已不成問題:2813-2814。9月10日，汪在上海對《申報》記者發表談話，稱頌蔣反共「有先見之明」，並稱自己「自從五月間奮鬥起，一直到現在為止，都是主張分共的」，又稱彼此「反共之方法與政策不同，以致把黨分裂」，「關於政治問題，在軍事時期，不得不題高黨權，實行以黨治軍，以黨治國」；汪等電奉化蔣到上海「會商黨國大計」:2814-2815。
9月11日，中國國民黨漢、寧、滬（西山會議派）三方中央要員在上海戈登路開談話會，商統一黨務及寧、漢政府合併改組辦法，汪等21人出席，推譚延闓為主席，胡漢民、吳敬恆、蔣、陳公博、顧孟餘拒不出席，會議連開三日，辯論甚烈，寧派力主非汪下野無以平黨員之憤，汪決暫退，會議決定：一、由寧、滬、漢三方面各推委員6人（另候補委員各3人）及共推委員14人合組中央特別委員會，為行使黨務政治之最高機關，二、中央政治委員會及中央政治會議暫撤銷，三、寧、漢兩政府合併改組，由特別委員會另選國民政府委員，並委派軍事委員會委員暨各部部長，四、特別委員會除行使中央執行委員會職權外，應負責統一各地方之中國國民黨黨部，並於3個月內籌開第三次全國代表大會，解決黨內糾紛，五、推汪、譚延闓、蔡元培、謝持起草統一宣言，六、推張繼、于右任、何香凝、李石曾、蔡元培5人代行監察委員職權，因寧、滬兩方否認三月間武漢召開之第三次全體會議為合法，遂改四中全會為中央執監委員臨時會議:2815-2816。9月13日，汪偕顧孟餘秘密離開上海赴牯嶺，行前顧致書南京中央黨部稱：「此次東下，係專為出席第四次中央執監會議而來，現聞在滬同志多主張暫時不開此次會議，此外其他會議，孟餘已無參加之必要。」，汪電中執委會並通電全黨，自認對共產黨「防制過遲」，自動下野，並聽候處分；武漢政府停止辦公，結束一切，遷寧第一批人員已於昨日出發:2817。9月15日，中國國民黨中央執監委員臨時聯席會議在南京舉行，寧、漢、滬（西山會議派）三方代表20人出席，譚延闓主席，恢復王寵惠黨籍，設「中國國民黨中央特別委員會」，推定委員32人，以張繼、于右任等五人代行監察委員職權，對汪自請處分案，決定應無庸議，並決定勸汪、蔣及胡漢民等速出任事:2818-2819。9月16日，寧、漢、滬三方合組之中國國民黨中央特別委員會在南京成立，即開第一次大會，決議要案多件:2819。汪发表《中国国民党特别委员会宣言》，宣告国民党宁汉復合。9月爆发宁汉战争，桂系軍人和西山會議派掌握宁方取胜，汪下野。
1927年9月17日，國民黨中央特別委員會開第二次會議，討論改組國民政府及軍事委員會案，議決推丁惟汾、于右任等47人為國民政府委員，以汪、胡漢民、李烈鈞、蔡元培、譚延闓5人為常務委員，于右任等67人為軍事委員會委員，以蔣、胡漢民、譚延闓、何應欽、汪精衛、李宗仁、白崇禧、馮玉祥、閻錫山、朱培德、程潛、唐生智、李濟深、楊樹莊14人為主席團，通過大學院院長、各部部長名單:2819-2820。9月19日，中國國民黨中央特別委員會開第三次大會，張繼主席，決定：一、推汪精衛、蔡元培、謝持為常務委員，葉楚傖為秘書長，推定中央黨部各部委員：組織汪精衛、陳樹人、謝持等8人，宣傳戴季陶、顧孟餘、胡漢民等8人，工人陳公博、居正等4人，農民甘乃光、陳果夫等5人，商民褚民誼等5人，青年傅汝霖、鄒魯等4人，婦女何香凝、陳璧君等6人，海外鄧澤如、林森等4人，二、中央政治委員會（或稱政治會議）及各地政治分會一律取消，其職權分別由中央黨部、省黨部、國民政府、省政府執行，各地政治分會限10月1日前取消，三、以前各級黨部及國民政府（指寧、漢、滬三中央黨部及寧、漢兩政府）立即合併於新組織之中央黨部及國民政府，所屬機關立即移交:2821-2822。9月20日，中國國民黨中央特別委員會產生之國民政府委員及軍事委員會委員同時在南京舉行就職禮，張繼代表中央特別委員會致訓詞後授印，蔡元培代表國民政府委員接印，並致答詞，接著蔡元培代表中央特別委員會向軍委會訓詞，伍朝樞代表國民政府向軍事委員會授印，程潛接印並致答詞，至此，滬、漢、寧三方合流之國民政府產生，武漢政府正式結束:2822。9月21日，汪、顧孟餘、唐生智等返漢，依據上月22日中國國民黨武漢中央政治委員會之議決案，於是日成立中央政治委員會武漢分會，與南京對峙，指定委員23人，以唐生智、顧孟餘、陳公博、孔庚、鄧壽荃5人為常務委員:2823。9月25日，汪通電中國國民黨各級黨部、各報館，稱「政府職務雖已解除，黨員責任未敢放棄」，表示仍願「以黨員資格，奔走各方」，同日汪電黃琪翔，稱當回廣東候命，「為指臂之助」:2825。
1927年10月2日，孫科、伍朝樞由南京前往牯嶺勸汪精衛復職，同日汪電南京譚延闓、蔡元培、李宗仁等稱：「政府職務，雖已辭謝，黨員責任，未敢放棄，擬以黨員資格奔走各方。」:2831。10月10日，汪偕寧方代表孫科、伍朝樞等自九江抵達漢口，次日寧方代表與汪、唐生智及李濟深之代表等在漢口會談，漢方代表唐生智、顧孟餘等提出解決「黨的糾紛」主張如下：一、在寧召開第四次中央執監會議，二、恢復中央執行委員會常務委員會，三、追認中央特別委員會，四、規定中央常務、特別兩委員會之職權，五、恢復中央監察委員會，10月13日寧方代表孫科等攜此提案返寧:2836-2837。10月13日，南京譚延闓、程潛、李宗仁、何應欽、白崇禧、孫科、伍朝樞聯名致電汪精衛，贊同在武漢所議各項辦法，並定11月1日在南京召開第四次中央全體會議，請汪邀同武漢、廣東、九江各中委赴南京集會，10月17日汪電廣州陳樹人等，謂寧方已贊成開第四次中央全體會議恢復中央執委會，武漢委員將東下，請陳等到上海會齊，或到武漢同行，10月18日汪致電各地中委，提出兩項意見：一、如四次中央全體會議不得已延期，似宜再行通告，二、黨務重要議案似宜留待全會公決:2838-2839。10月28日，汪偕甘乃光等10餘人自上海抵達香港:2847。10月29日，汪抵達廣州，政治分會、省政府、省黨部及各界均派代表到西堤歡迎，同日汪與何香凝、甘乃光電邀南寧黃紹竑到廣東商量政務，11月3日黃覆電稱將廣西省政務略為處置，即行下廣東:2847-2848。10月30日，中國國民黨在粵中執監委汪、李濟深、何香凝、李福林、陳樹人、陳公博、甘乃光在廣州開聯席會議，決定聯名通電主張克日在廣州開第四次中央全體執監委員會議，解決黨務、政治、軍事，並令中執委會之常務會議及秘書處恢復辦公，成立中央執監委員通訊處，同日汪等7人聯名電促各中委齊集廣州開四中全會；李宗仁、白崇禧等電催汪、陳公博等入南京，並解釋特委會之產生，係各方在上海所共同議定:2848-2849。10月31日，譚延闓電促汪、李濟深刻日到南京開第四次中央全體會議，李宗仁、白崇禧再電汪等勸駕:2849。

### 广州清共
1927年11月，汪在廣東成立政府:14。11月4日，汪等至電南京、上海、武漢，稱若譚等堅持在南京開第四次中央全體會議，則中央特別委員會應即取消，最低限度亦應明白宣布停止其職權，並宜於正式會議以前，在廣州或上海先開預備會議:2854。11月5日，汪在廣州中山大學演講《武漢分共之經過》，稱：「聯俄與容共政策，爲應付時代和環境所取的一種政策，不能與三民主義同樣有長久的時間性。時代與環境變了，政策也即隨之而變化的。」、「容共之後，必定分共，是不可免的。不過容共時候，不能說出來，猶之明知到上海後，必然分路，不過從香港到上海的路上，大家都不說出來便了。」:2854-285511月7日，宋子文奔走蔣汪合作，汪已允諾，是日宋自廣東啟程返上海，稱粵寧提攜已經成立，擬更為之斡旋，以謀切實之辦法:2856。11月10日，蔣自日本乘「長崎丸」返抵上海，即電促汪赴上海晤商黨務，並謂欲使黨從破裂復歸完整，非互相諒解，從速舉行四中全會恢復中央黨部不可，汪接蔣電，即在葵園會議席間傳閱，各委以蔣對開四中全會既表贊同，此後一切糾紛不難解決，似可不必堅持在廣東舉行，遂表示同意，即席公推汪、李濟深二人為代表，赴上海與寧、滬各中委磋商；汪在廣州黃埔軍事政治學校演說聯蔣，稱當時蔣「分共」，並非操之過急，自悔當日之過，以後當與蔣益加團結:2858-2859。11月16日，蔣在上海中國國民黨員歡迎會上演說，稱因汪力促，由日本返上海，與汪合作不成問題，必須汪、胡等共同聯合，始是真合作，但不贊成排斥西山會議派:2863。
11月17日，張發奎、黃琪翔發動驅遂李濟深勢力之廣州事變:2863-2864。11月18日，汪、李濟深乘「亞洲皇后號」輪抵上海；上午，汪與蔣在上海環龍路宋子文宅會見，交換黨務、政務意見，蔣對開四中全會表示贊成:2864-2866。11月19日，汪、李濟深與蔣、譚延闓在上海晤談，汪提出粵方中委關於「寧漢滬合作」之提案:2866。11月20日，粵變發生後，汪頗受各方指責，是日汪在上海往訪胡漢民，胡稱病拒見:2867。11月24日，譚延闓、蔣、汪、李濟深聯名在上海召集中國國民黨第四次中央執行委員全體會議談話會，到會中央委員23人，胡漢民、李烈鈞未出席:2870。11月25日，汪在上海招待記者，稱廣州事變之起因，並非由於對中國共產黨問題，乃是由於對特委會之態度不同:2871-2872。
1927年12月1日，馮玉祥電上海勸蔣「東山再起，主持一切」，同日又電汪，盼「出山主持，團結內部」:2877。12月，國民政府發出討伐廣東令:14。12月2日，國民政府下令討伐張發奎、黃琪翔；中國國民黨廣州政治分會通過討伐陳濟棠令:2878-2879。12月3日，寧、粵兩方中國國民黨中執監委在上海開談話會，到蔣、汪、譚延闓、蔡元培、李濟深、何香凝、李宗仁、張靜江等29人，以已足法定人數，臨時改開四中全會第一次預備會議，蔡元培主席，會議對特別委員會之存廢及處置粵變方針均有辯論，討論良久，一致主張在四中全會解決:2879-2880。12月4日，中國國民黨四全會預備會開第二次會議，汪主席:2880。
12月初，在中国国民党四中全会预备会议请蒋复职，各方紛電促蒋再起:15。12月9日，汪電張發奎解除教導團武裝，驅逐赤衛隊，搜查職工會，12月10日廣州宣布特別戒嚴，日夜搜查戶口，張令離廣州部隊向市區移動；汪密電廣州陳公博、張發奎、朱暉日，稱黃琪翔之容共，已為不可諱之事實，要求黃暫時退休，認真「肅清」共黨；四中全會預備會議因汪要求而延會，汪派與李濟深派各開小組會議，互謀對付之策；馮玉祥、閻錫山先後電促蔣復任總司令，何應欽、賀耀組等亦聯名通電擁蔣出山，主持軍事，12月11日馮、閻聯名電請中國國民黨中央及國民政府起用蔣主持軍政，並電促蔣復職，次日馮又另致電，謂此時軍事非有統一樞紐，決難完成革命，非蔣出山，不能當此重任:2886-2887。12月10日，四中全會預備會開第四次會議，于右任主席，有力之反粵派李濟深、李宗仁、吳敬恆等未出席，汪等11名粵委突提議請蔣續任國民革命軍總司令職案，即通過，汪並聲明，如對其不能諒解，個人「盡可引退」，隨即議決十七年（1928年）1月1日至1月15日在南京召開四中全會，由蔣負責籌備，關於軍事、黨務各案，分別並案交付審查，至是預備會議結束:2887-2888。汪受到新桂系攻击。
12月11日，中國共產黨人張太雷、黃平、葉挺、周文雍等在廣州領導工人、士兵和農民2萬餘人舉行武裝起義:2888-2889。12月13日，汪因廣州起義陷入窘境，反汪派借以對汪及張發奎竭力攻擊，指其為共產黨，汪為剖白其確非共產黨，特於是日在上海報紙公布其致陳公博等反共密電數件：一、請黃琪翔暫時退休認真清共之青（9日）電，二、致李福林請驅逐俄領之佳（9日）電，三、致陳公博等請派兵會剿海陸豐等處共產黨之青（9日）電，四、致陳公博令圍捕蘇俄領署內之共產黨員之蒸（10日）電；李濟深對東方社記者談稱：廣州事變不可輕視，汪精衛等與此事有關，李宗仁亦稱汪等與此次事件有關，故中央全體大會應拒絕汪等出席；粵方中央執監委員汪精衛、甘乃光、顧孟餘、何香凝、陳璧君、陳樹人、王法勤、潘雲超、王樂平聯名發表宣言，望蔣悉心籌劃廣東各軍力量，合力消滅共產黨；張發奎、李福林、黃琪翔、陳公博急電汪、蔣等，報告廣州事件經過，並稱是日拂曉已將廣州共產黨肅清，「仍望本黨各同志益加奮勉，務將共產黨徒一網殺絕，並與蘇俄斷絕邦交，此後我國只有惟一三民主義的中國國民黨」，次日汪覆電張發奎等，囑將共黨「去之務盡」:2890-2892。

### 前赴法國及再返中國
1927年12月16日，國民政府下令查辦與廣州事變有關之汪、顧孟餘、陳公博、甘乃光、王法勤、王樂平、潘雲超、陳樹人、何香凝，略謂：汪等於事變後，或列席會議參與逆謀，或發表言論公然袒護，輿論嘩然，嫌疑難釋，特派鄧澤如、古應芬迅往查辦呈覆；汪因受南京制裁，在國內無法立足，被迫於是日深夜登輪離開上海，出國去馬賽，瀕行前向中央執監各委員發出引退通電，稱其以參加反特委運動之故，備受特委方面之仇視，願個人引去以息糾紛，並為張發奎等無共黨嫌疑力辯，通電仍主張「第四次中央全體會議不可不開，中央執行、監察兩委員會不可不恢復，特別委員會不可不取消」，12月20日汪過香港未登陸，召黃琪翔隨同赴法國:2894-2895。
1929年到1930年间，蔣取得蔣桂戰爭和中原大戰（亦稱蔣馮戰爭）胜利。1929年9月17日，張發奎在湖北宜昌解除南京國民政府的一個師武裝，並發表反蔣通電，要求汪回國主政。11月汪回國，聯合桂系共同抗蔣。

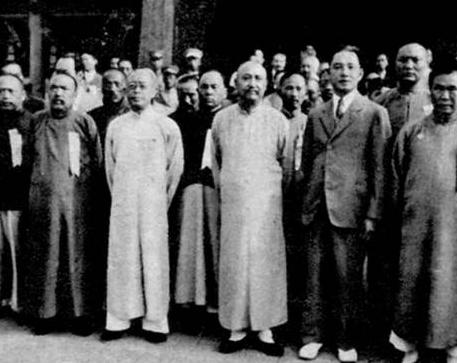
閻錫山與汪精衛在北京，1930年9月9日

1930年1月11日，中國國民黨中央監察委員會以汪「勾結陳公博、顧孟餘等設立小組織」，並「應各叛將之請，回香港主持逆謀……以圖壞破中央，顛覆黨國」，議決永遠開除其黨籍，1月13日汪發表《怎樣樹立民主勢力書》，指責南京「不但不能掃蕩反革命，反與反革命勢力結合一致」，「有黨治之名而實與之反」，稱「要為樹立民主勢力而努力」:3517。1月22日，汪應閻錫山之邀商談聯合反蔣，特派王法勤、陳公博北上聯絡，是日陳離開香港繞道日本北上，於3月間抵天津:3522。3月13日，汪致函覃振，主張以黨馭軍，謂「此後新舊忠實同志之合作，應以如何始能以黨馭軍為懸前待決之根本問題」:3553。4月2日，陳公博等抵太原，稱擁閻錫山主持政治，汪主持黨務，馮玉祥、李宗仁主持軍事:3566。4月12日，汪就北方黨務爭執問題電平各省區黨部聯合處，稱「亡黨之痛，甚於個人失位」，主張犧牲成見，西山會議派鄒魯、謝持應閻錫山邀是日抵達太原，與閻錫山、陳公博等會商黨務，陳有讓步表示:3572-3573。4月21日，閻錫山、馮玉祥聯銜電汪，稱討蔣軍事布置就緒，大戰即在目前，望北上領導一切，是日汪電覆閻、馮，允即就道，並稱「一切大計，悉賴我公主持，請勿待，免誤事機」，4月30日汪覆電北平中國國民黨各省市臨時聯合辦事處，允「摒擋就道，共策進行」:3577-3578。7月15日，汪由香港搭「加賀號」赴長崎，陳璧君、顧孟餘、曾仲鳴同行，7月19日抵達長崎，7月20日到門司:3630。7月23日，汪、顧孟餘等改易姓名自日本門司搭「長城丸」抵達塘沽，閻錫山之代表賈景德、馮玉祥之代表薛篤弼及陳公博、鄒魯等往迎，旋即赴北平，汪在天津各界歡迎宴會上演說，要求蔣覺悟自己的責任，自動下野，聲明與閻在與黨務方面的主張已趨一致，希望閻任國民政府主席，自己「對於政府則擬處於贊助之地位，而專心於黨務方面」，重申以黨治國的原則，反對蔣以黨代政，以黨代民意機關，獨攬一切的做法，呼籲加強「中日兩國的親切關係」:3634。8月3日，閻錫山8月2日派冀貢泉專車到北平迎汪，是日汪乘專車赴石家莊，陳公博、鄒魯、覃振、薛篤弼、趙丕廉等同行，次日抵石家莊，汪、閻晤談，交換關於黨務等意見:3643。
8月7日，中原大戰期間，汪在北京召開「中國國民黨黨部擴大會議」。9月1日，北平中國國民黨中央黨部擴大會議通電公布《國民政府組織大綱》，並推定閻錫山、唐紹儀、汪精衛、馮玉祥、李宗仁、張學良、謝持七人為國民政府委員，閻錫山為主席:3661-3662。9月2日，閻錫山電擴大會議表示接受政府委員主席職，擴大會議推汪、張知本、茅祖權、冀貢泉、陳公博、鄒魯、顧孟餘為約法起草委員:3663。9月3日，馮玉祥電擴大會議，表示接受政府委員職，並電促汪速組政府，同日顧維鈞應陳公博等催促，自北戴河抵北平，與汪晤談組織政府事，顧表示不願參加新府活動:3663。9月9日上午9時，閻錫山在北平懷仁堂就「國民政府」委員及主席職，汪居右，謝持居左，同就委員職，王法勤監誓，就職典禮完成後，即將汪起草之通電簽署拍發，並分請唐紹儀、馮玉祥、張學良、李宗仁各於所在地先行就職:3667-3668。
9月17日，閻、馮代表賈景德、薛篤弼自瀋陽急電到北平，謂張學良將於9月18日夜發和平通電，並有軍事行動，汪等接得此報，驚愕不知所措，9月18日晨汪等開緊急會議，聚商時局。当日，張學良發表《巧電》，宣佈東北軍挺蔣，反蔣陣營即将失敗，北方代表以東北當局對時局已有鮮明表示，留瀋陽亦無作用，孔繁蔚即於早9時返回北平轉石家莊，賈景德、薛篤弼亦於9月19日上午離開瀋陽返回北平:3673。9月19日，汪電張學良，謂「今日最急之務在於除去內戰之原因」，提出即開國民會議，召集合法之中國國民黨全國代表大會，由黨員選舉代表，制定約法，「防剿」湘、鄂、贛共產黨等四點主張，詢張如何實現，同日謝持、鄒魯、覃振亦電張學良，提出開國民會議解決國是等四項意見；下午北平擴大會議要員在懷仁堂會商應付時局方針，會後汪接見記者，謂「如張願意和平，而能將余所舉四項謀其實現，一切自無問題；如張決進余而情勢惡化，則無論太原、西安，吾人均可作為根據地」:3675-3676。9月20日，趙戴文到北平，傳達閻意決守山西，邀擴大會議中委赴晉，汪、陳公博、王法勤、白雲梯、陳樹人、陳嘉祐、經亨頤、茅祖權、覃振、鄒魯、謝持、潘雲超、傅汝霖、趙丕廉、冀貢泉因東北軍已入關，即隨趙戴文赴石家莊，曾仲鳴、何其鞏等同行，車至琉璃河，為馮玉祥所派之鄧哲熙、王化初所阻，要求諸委留北平鎮懾，趙戴文等10餘人隨即偕鄧、王折回北平，汪、謝持等六人繼續南行，同日汪抵石家莊，即晤閻錫山，嗣往鄭州晤馮玉祥:3676-3677。
残峰废垒对茫茫
塞草黄时鬓亦苍
欲剩一杯酬李牧
雁门关外度重阳

9月25日，北平擴大會議中央委員覃振、趙丕廉、陳嘉祐、經亨頤、劉守中及職員40餘人，9月24日晚由石家莊抵達太原，是日午後擴大會在太原舉行會議，討論今後工作，同日汪、陳公博由鄭州晤馮後返石家莊:3680。10月1日，汪、陳公博抵太原，擴大會議連日在太原開會，繼續研究起草約法工作:3684-3685。10月4日，汪、閻錫山密赴鄭州，促馮玉祥共同發表停戰通電，當日汪、閻離鄭北返:3687。10月11日，汪精衛與閻錫山在石家莊會議，馮玉祥派劉驥、張允榮兩人出席，結果決定閻、馮、汪均下野，10月13日晨汪離開石家莊赴太原，準備出國，10月16日閻錫山返太原:3691-3692。10月16日，閻錫山由石家莊返回太原，晚8時許，召馮玉祥、汪、陳公博、鄒魯、謝持等各要員會議，決定根據微（10月5日）電主張，採取和平辦法，希望東北將和平解決之具體辦法早日實現，如果和平解決一切，閻、馮將同時自動下野，軍政大權將交給才力優裕之大員接任:3696-3697。为了留下一些有价值的政治遗产，汪在败退期间仍抓紧时间起草《约法》，10月27日，三读通过了8章211条的《太原约法》和10条的《国民会议条例》，内容相对开明。10月31日《约法》公布，随后在晋城和冯阎会晤；11月1日，汪与陈公博、陈璧君等经大同雁门关离开山西借道天津，前往香港；途径长城脚下触景生情，写下一首七绝；11月3日，达到天津后，汪不顾陈公博的反对，发表宣言向南京方面表示不再进行倒蒋活动，愿意在野进入体制内合作；改组派分歧因之扩大而解体:485。11月23日，汪偕夫人陳璧君由天津秘密乘近海郵船亡命日本:3726-3727。

### 下野
1931年1月1日，汪在天津宣佈下野。2月28日，蔣與胡漢民因「約法」問矛盾激化，蔣極力堅持在召開第四次全國代表大會時，制定「訓政時期之約法」，胡則堅決反對國民會議議及「約法」，是日蔣以胡操縱黨務、把持立法院、阻止外交、包庇反動（指許崇智）、破壞約法等罪，在南京將其拘禁，寧粵分裂自此開始:3788-3789。5月1日，汪通電中國國民黨海內外各黨部，略謂蔣禍黨禍國，「暴橫日甚，言之痛心」，現廣東方面奮起討蔣，「事變至此，宜即依據總章，召集臨時全國代表大會，解決一切」:3825-3826。5月，國民會議在南京集會，通過訓政時期約法:22。發表廢除不平等條約宣言:22。5月27日，胡漢民派在粵成立「軍政府」:22。5月28日，汪、唐紹儀、陳濟棠等在廣州成立「國民政府」，並發表《中華民國國民政府成立宣言》，稱南京政府已成為蔣獨裁之工具，廣州「國民政府，自今日始，事事當反蔣中正之私，而向於總理之公」，對於軍人，「信賞必罰」，對於財政，「收入支出，一切公開」:3844。胡又和汪派、孫科派、西山會議派和兩廣軍人陳濟棠、李宗仁等在廣州成立中央執監委員會非常會議，與南京國民政府對峙，形成寧粵分裂。5月29日，廣州「國民政府」第一次會議決議：推孫科、汪精衛、古應芬、唐紹儀、許崇智為常務委員，以陳融為秘書長，陳友仁為外交部長，鄧召蔭為財政部長:3845。粵、桂、胡、汪聯合反叛:22。9月初，廣州政府開始北伐，然而幾天後九一八事變爆發。11月29日，蔣致電汪，請促粵方早息糾紛，從速入京，俾中央全會得以定期舉行，「中正以一人之身，急圖北上，立待全會開成，俾奉命遄征，得有遵循」:4000。
粵、寧合流，合組以孫科為首的政府，蔣下野，汪在野。12月28日，中國國民黨四屆一中全會第四次會議決議：一、推舉胡漢民、汪、蔣、于右任、葉楚傖、顧孟餘、居正、孫科、陳果夫9人為中央執行委員會常委，葉楚傖為秘書長；二、選任林森為國民政府主席，蔣、汪、胡漢民、唐紹儀、張靜江、蔡元培、蕭佛成、鄧澤如、謝持、許崇智、王法勤、李烈鈞、鄒魯、邵元沖、陳果夫、葉楚傖、宋子文、王伯群、方振武、熊克武、閻錫山、馮玉祥、趙戴文、王樹翰、薛篤弼、劉尚清、柏文蔚、程潛、經亨頤、孔祥熙、恩克巴圖、楊庶堪、馬福祥33人為國民政府委員；孫科為行政院長、陳銘樞為副院長，張繼為立法院院長、覃振為副院長，伍朝樞為司法院院長、居正為副院長，戴季陶為考試院院長、劉蘆隱為副院長，于右任為監察院院長、丁惟汾為副院長；三、通過中央政治會議組織原則，推選蔣、汪、胡漢民三人為中央政治會議常委，輪流充當會議主席等:4026-4027。
1932年1月7日，汪電南京中央黨部、中國國民黨中央政治會議請辭兩常務委員職:4036。1月9日，新政府成立一旬，行政院長孫科表示獨力難支，是晨自南京到上海，籲請汪、蔣、胡漢民入京主持一切:4038。1月13日，張學良電促蔣、汪、胡漢民入南京，謂：「人望不可以屢辜，時會不可以再逸」，「宜及此政本未搖，余勢猶在之際，集全黨領袖於一堂，奮其智勇，以定安攘之策，則桑榆之效，或尚可收，淪胥之禍，其猶得免。若更分崩離析，或貌合神乖，信用一失，斷難再復。」；蔣由奉化抵達杭州，1月14日在杭州對記者發表談話，稱「汪、胡如能推誠入京，余雖身在詬誶之中，為黨為國，也無不樂從其後」，「惟熟審政治之環境，以及最近之事實，實鮮余個人負責之餘地，故不得不仍以在野之身，盡個人職責」:4042-4043。
1月16日，陳銘樞自杭州返上海，攜蔣致汪親筆函晤汪，轉達蔣促汪赴杭州意，下午汪去杭州晤蔣，商談入南京事，1月17日蔣、汪聯電促胡漢民入北，一同入南京，共支危局，並電孫科稱：「俟展兄（胡漢民字展堂）駕至，即聯袂入京」，「關於一切大計，亦俟商得展兄同意始決定」:4045。1月17日，胡漢民復電汪，稱血壓未退，非長期休養不可，並稱：「只須中央行責任內閣之職權，貫徹吾黨數月來共同確定之政策，而吾輩在野之身，竭誠為政府之助，則對內對外，自能發展，開一新局勢，以副國人之期望。」；張繼、張靜江赴杭州迎蔣、汪往南京:4046。1月18日，孫科、何應欽等應蔣之召飛杭州，蔣、汪、孫科、張靜江、張繼等在西湖煙霞洞密商外交、財政、軍事要政，並決定共同入南京；胡漢民電蔣、汪，聲明暫不北入南京，稱：「望各矢忠誠，俾哲生兄等得行使責任內閣之職權，貫徹其政策。」:4047-4048。1月19日，汪、蔣再電促胡漢民入南京，稱：「此值國難嚴重時期，吾輩三人，與其天各一方，遇事不能即時商榷，誠不如同聚首都，隨時獻替，較於黨國有裨。」:4048。
1月21日，蔣離開杭州赴南京，臨行對記者談稱：「余此行完全以私人資格入京贊助政府當局，絕不擔任何職務。」:4050-4051。1月22日，蔣、汪、孫科、張繼、李宗仁、馮玉祥等在南京勵志社開談話會，共商對日外交及財政等問題:4051。1月23日下午，蔣、汪、孫科在南京開緊急會議，討論對日方案，至7時始散，晚上孫科及何應欽、朱培德等復在勵志社商談應付目前外交問題，政府要員連日交換意見，均趨慎重，汪、蔣咸主「先行安內，方可攘外」，蔣對陳友仁等之對日絕交主張，認為「只憑一時之快意，不顧國家永久利害」，力持不可:4051-4052。1月24日，蔣、汪等在南京勵志社開中政會特委會，討論對日外交問題，主張仍採妥協政策，會議認為陳友仁外交政策，基於隔閡國情，徒為孤注之一擲，決不可行，故毅然不採用，對陳之辭職，經討論決定不予挽留:4053。1月25日，行政院長孫科在上海分電林森及蔣、汪辭職，中國國民黨中央臨時常會決議慰留，居正、張繼、張靜江等晚乘車赴上海挽留孫科:4054。1月27日，居正、張繼、張靜江等自上海回南京，向汪、蔣報告在上海因孫科拒見，致無結果等情形，中政會決議一致慰留孫科，在孫離職期內，院務暫由副院長陳銘樞代理:4055-4056。

### 出任行政院長
從1932年1月淞滬戰役，到1935年11月中國國民黨四屆六中全會汪被刺，第二次汪蔣合為時3年10個月:21。
1932年1月28日，「一二八」淞滬抗戰開始，蔣主持中國國民黨臨時中政會，決議：外交部部長陳友仁辭職照准，特任羅文幹為外交部部長，接開中常會臨時會議，決議選任汪為行政院院長，任孫科為立法院院長，孫未到任以前由副院長覃振代理；汪、蔣、馮玉祥聯名電張學良、閻錫山入南京:4056-4057。1月29日，中國國民黨中政會決定抵抗日本，先遷政府於洛陽，免受敵艦威脅:4058-4059。汪在中國抗日戰爭初期抗日態度堅決，積極備戰。然而由於指揮不動蔣人馬，遂委請蔣出山指揮軍隊，自己主政。2月24日，蔣、汪、陳銘樞、羅文幹等在南京開會，討論上海局問題:4091-4092。4月7日，國難會議在洛陽開幕，到命會員144人，中國國民黨中央委員12人，各機關團體代表700餘人，汪致開幕詞，略稱：「國難會議應討論禦侮、救災、綏靖各事宜。」:4125-4126。
4月8日，國難會議開第一次大會，由汪代表國民政府作關禦侮、救災、 綏靖問題之報告:4126。4月17日晨，蔣據顏惠慶電陳國際聯盟特委會形勢，與汪在南京湯山俱樂部召羅文幹、陳銘樞、何應欽等商議對策，包括中國最低限度之讓步，「滿洲國」拒顧維鈞出關對付辦法等事項:4132。4月20日，廣東空軍總司令張惠長抵南京，謁汪、蔣，請示擴充空軍:4134。4月25日，羅文幹、郭泰祺偕英使藍普森晤蔣、汪談上海事:4137。5月26日，郭泰祺昨晚到南京，是日分謁見蔣、汪、羅文幹，報告上海停戰協定簽字:4161-4162。5月28日，蔣、汪聯名發表通電，稱「救國必先剿共」，對於共產黨「必須以有效的方法抵制它們，必須不顧一切代價去應付它們」:4162-4163。5月29日，汪召羅文幹、蔣作賓及外交委員會委員商外交問題，決定外長仍由羅繼任，郭泰祺擔任駐英公使，日內赴英履任，駐日公使仍由蔣作賓回任:4163-4164。6月4日，財政部長宋子文電汪、蔣辭財政部長職，6月5日汪覆電慰留:4168。6月6日，蔣、汪及其他政府要員在南京會商，決議分別覆電慰留宋子文、陳銘樞，勸「以國家大局為重，繼續負責維持」:4169。6月9日，汪返回南京，6月10日在行政院會議上報告前赴上海挽留宋子文、陳銘樞經過，稱宋允打消辭意，陳須請假略事休養:4171。6月12日，顧維鈞到南京，6月13日汪在南京召集各部長及顧維鈞開談話會，先由顧報告出關調查經過，然後討論外交問題及國內財政問題:4172。6月14日，汪、羅文幹、顧維鈞等飛廬山晤蔣，商外交、財政及「剿共」事宜:4173-4174。
6月18日，汪、宋子文、羅文幹、顧維鈞、王樹翰、曾仲嗚、劉宗杰等自南京同飛北平，往訪國際聯盟調查團，並與張學良協議對日交涉方針:4177。6月19日，汪、宋子文、羅文幹、顧維鈞等在北平會見國際聯盟調查團交換意見，6月20日繼續會晤，調查團對東北義勇軍及抑制日貨問頗注意，6月22日汪、羅離開北平返南京:4177。6月25日，中國國民黨中央政治會議開會，汪詳細報告東北情形，對日人在東省練兵窺伺關內及在東省之種侵略措置，陳述頗多，會議通過追認國民政府特派蔣光鼐為駐閩綏靖公署主任等多案:4181。7月8日，汪邀請各地學術專家胡適、陶孟和、丁文江、蔣夢麟等32人在南京集會，討論外交、內政、建設、教育等問題，外交側重對日方針，建設側重財政，教育側重制度經費，7月13日閉會:4189。7月17日，日軍進攻熱河，汪對日「一面抵抗，一面交涉」，一再命張學良出兵抵抗。8月6日，汪公開致電張，宣稱「毋使熱河平津為東北錦州之續」，願辭去行政院長職務來勸告張同時下野:356。
8月6日，汪以「外交、財政問題諸感棘手」，分別致電中執委會、林森、蔣、各院、部長，請辭行政院長職；汪致電張學良，望其辭職以謝國人，並稱：「惟兄擁兵最多，軍容最盛，而敵兵所憂，正在兄防以內，故以實力言之，以職責言之，以地理上之便利言之，抵抗敵人，兄在職一日，斷非他人所能越俎。」、「令兄未聞出一兵、放一矢，乃欲藉抵抗之名以事聚斂，自一紙宣言捍禦外侮以來，所責於財政部者，即籌五百萬……昨日則又以每月籌助熱河三百萬責之行政院……以此相要挾，誠不解是何居心。」；蔣接汪辭職電，急電懇切勸挽，內稱：「吾二人既均以共赴國難而來，現在無論有何困難，必須共負仔肩，勉度難關，決不可於國難益加嚴重之際遽萌退志，務望即日返京，照常主持院務。」；蔣電請林森慰留汪，並電何應欽、宋子文、朱培德、吳鐵城共同挽勸，蔣表示與汪共進退:4208。8月7日，中國國民黨中執會召開臨時常務會議，討論汪辭職事，一致議決由中執會急電慰留，並派何應欽即日赴上海會同居正代表中央挽留；蔣再電何應欽、朱培德促赴上海懇切挽汪回南京，何夜車赴上海，朱8月8日晨赴上海；北平政委會開會，張學良決定辭職，張覆電汪，勸汪「以國事為重，勿輕言辭」，「本人軍、政權將分交平軍分會、政委會」，同日張並電蔣請北來主持；羅文幹呈行政院請辭司法、外交兩部長職，表示與汪同進退:4208-4209。8月8日，汪在上海對記者發表談話，促張學良下野，略謂：行政院院長人選，「于右任、戴傳賢均可，蔡元培來更好」，繼張者「以何應欽、朱培德為宜」，有詢以馮玉祥、閻錫山如何，汪謂不可，「將予人以口實，增加糾紛」；汪再電中國國民黨中央執行委員會堅辭行政院長職，指責張學良治下省份，國家稅收悉截留，兵額中央無權過問；張學良電國民政府、軍事委員會、行政院辭北平綏靖公署主任職；張學良覆電汪電請中央罷免本職；蔣召見武漢大學校長王世杰，囑轉電蔡元培挽勸汪回南京復職，並派武漢大學教授周鯁生代表赴上海面勸:4209-4210。
8月17日，汪回南京，出席中國國民黨中執委會臨時常務會議，報告辭職經過:4216。8月21日，汪、宋子文等一行由廬山返抵南京:4218。8月22日，中國國民黨中委談話會決定，汪暫不卸職，俟三中全會再討論，汪在南京主持中政會，由宋子文暫代行政院長:4219。8月25日，中國國民黨中常會開會，汪主席，決議行政院長由宋子文代理:4220-4221。9月10日，林森由南京到上海，勸汪返回南京，9月11日蔣又派張群自漢口兼程赴上海，促汪入南京主持政務:4229。9月12日，中國國民黨中委談話會討論中政會常委代理問題，決定不另推人，在汪未康復前，中政會改開談話會，重要議案電汪請示辦理，次要者待汪病愈返回南京補行簽署:4229-4230。9月18日，曾仲嗚受中國國民黨中央委托，自南京赴上海轉莫干山謁見汪，商中國國民黨中政會主席問題，並促汪早日返回南京，主持中政會事宜:4233。9月21日，中國國民黨中央政治會議決議：准汪請假二星期，在請假期中，中政會主席由中常委輪流擔任:4235。9月28日，內政部長黃紹竑奉蔣命赴莫干山探視汪疾，並商要政:4238-4239。10月5日，中國國民黨中央政治會議決議，加推朱家驊、居正、陳果夫、葉楚傖、何應欽、賀耀組、黃慕松、朱培德為外交委員會委員，推定汪、宋子文、羅文幹、朱培德、顧孟餘等為常委:4243。10月7日，宋子文偕褚民誼乘機飛上海徵求汪對《國際聯盟調查團報告書》意見，並促汪入南京主持中樞:4244。10月12日，中國國民黨中央政治會議決議：汪患肝硬化症，准續假三個月:4246-4247。汪、張互訐，結果汪宣佈辭職，10月前往歐洲:113。

### 再度下野
1932年10月21日，汪決定赴威瑪共和國就醫，行政院各部、會長集上海與汪話別，10月22日汪及家屬、秘書等7人離開上海赴歐洲:4251。12月24日，宋子文電促在德之汪回國，稱：「現在救亡圖存，刻不容緩，吾兄假期屆滿，各方咸渴望吾兄早日回國，領導一切。」:4285
1933年1月9日，汪在德國柏林杜平根療養院對記者稱：「中國目前不思與日本正式宣戰」，「中國今日之地位，不足向日本宣戰。」:4298-4299。1月12日，汪在日內瓦發表宣言，略稱：「中國對於暴日侵略，確立交涉及抵抗並行之方針」，「中國始終信任國聯，聽候解決，此為交涉之本旨也。惟在此期間，日本侵略不已，中國為領土主權人民生命財產計，斷難坐受其侵凌，不能不奮起而為正當防衛，此為抵抗之本旨也。」:4301-4302。由於民眾的呼聲，蔣請汪回國主持抗日戰爭。汪要求張學良先辭職，蔣說服張學良去歐洲考察。3月17日，汪由德國返國抵達上海，同日宋電中央及各部、會停止代理行政院院長職:4350-4351。3月22日，中國國民黨中政會通過設立救國飛機捐款籌辦委員會，朱培德、朱家驊等20餘人為委員，汪任主席:4353。3月25日，孫科、顧孟餘到上海敦勸汪復行政院長職，汪允入南京商量，當晚汪偕孫赴南京:4355。3月26日，蔣上午返抵南京，下午與汪商談今後內政、對日方針，並敦勸汪復職:4355。3月27日，中國國民黨中央黨部舉行重要會議，蔣、汪、林森、居正、于右任、宋子文、戴季陶、孫科、陳果夫、葉楚傖、李烈鈞等30餘人出席，蔣報告華北軍事情況，于右任、孫科提統一全國軍事案，李烈鈞提建設國防與改革內政案，因李案着重於開放政權與集中全國力量禦侮，以事關重大，決定交中常會「從長縝密討論」:4355。

### 行政院長復職
1933年3月29日，蔣返回南京後與汪密商對日方針與「剿匪」問題，確定汪復職主持對日交涉，蔣負責全力「剿匪」，是日召開中國民黨中政會議，蔣、汪、林森、于右任、戴季陶、孫科等50餘人出席，汪表示復行政院長職，翌日汪向中常會銷假到院視事:4357。此後汪主張對日和平交涉，得到蔣的支持。5月23日，何應欽、黃郛、黃紹竑聯電蔣、汪報告與日方商談停戰情況及其條件，認為：「熟權利害輕重，與其放棄平、津，使傀儡資以組織偽政府，陷華北於萬劫不復，何若協商停戰，保全華北，徐圖休養生息，以固黨國之根基，較為利多害少。」，汪即覆電表示支持:4401。5月24日，國民政再次召開國防會議討論停戰談判問題，決議要點為：「與對方商洽停戰，以不用文字規定為原則，如萬不得已，只可作為軍事協定，不涉政治，其條件需經中央核准。」，汪將此內容電告何應欽、黃郛，並說明：「此為中央自負責任。」:4401-4402。5月29日晚，黃紹竑抵廬山，即向蔣、汪等人詳細報告華北軍事情況及北平軍分會與日方交涉停戰所作處置，蔣、汪贊同華北當局所作決定:4407。5月31日，中日簽訂《塘沽協定》，11時10分中國代表在一字不改下正式簽署:4408-4409。何應欽與日軍代表岡村寧次在天津塘沽舉行會談，共同簽訂《塘沽協定》，引發當世對汪與何應欽所签订的是“賣國協定”的譴責。8月1日，汪、孫科、顧孟餘、陳紹寬、朱家驊、曾仲鳴等自廬山返抵南京，汪在中國國民黨臨時中政會報告廬山會議經過:4456。8月7日，蔣、汪聯名電馮玉祥，促其離開察哈爾入南京，以便宋哲元「得以自由接收察省一切軍政」，8月9日馮覆電拒絕:4459。8月11日，汪偕鐵道部長曾仲鳴到廬山，與蔣、黃郛等商談華北戰區善後、軍隊整編及結束察事等問題，8月14日返南京:4461。10月1日，汪在上海晤黃郛，促其北返，黃允即日程，並電告蔣介石，當晚汪、黃離開上海往南京:4487-4488。10月4日，全國經濟委員會通告成立，汪、孫科、宋子文就常委職:4489-4490。10月14日，汪偕曾仲鳴、唐有壬赴廬山與蔣商宋子文辭職及「剿匪」軍費、福建政局等問題，翌日離開廬山回南京:4496。
1934年4月11日，蔣、汪和黃郛等在南昌商議華北問題及對日外交方針:4625。
1935年1月21日，黃郛向林森報告華北政務，汪偕同黃郛到軍校見蔣，1月24日汪、黃復同赴軍校見，晤談甚久:4823。1月22日，日本外務大臣廣田弘毅表示對中國「不威脅、不侵略」的政策，汪認為有談判的空間。7月2日，汪因肝病在上海入諾爾醫院治療，行政院務由副院長孔祥熙暫代:4921。但由於國民黨主戰派的反對，汪於8月8日表示辭職。8月14日，蔣由成都飛抵廬山，電汪往晤，汪遲遲未應:4943。8月15日，中國國民黨中常會議決慰留汪，通過「嚴懲共黨反復」案，凡共黨「自首」或「自新」而復參加共產黨者，一律槍決，或酌處無期徒刑:4944。8月17日，蔣派張群攜親筆函飛青島，促請汪早日返南京，主持政務，汪允即返:4944。8月19日，蔣自廬山飛往南京，張群往見，報告赴青島挽汪經過；汪自青島飛上海:4945。8月21日，汪自上海到南京，與蔣、黃郛會晤，蔣力勸復職，汪表同意:4946。8月22日，中國國民黨中常會在南京開會，汪、蔣均出席，討論汪辭職行政院長及兼外交部長案，決議慰留，下午1時許行政院秘書長褚民誼以汪允復任事通知各部、會:4947。8月23日，汪通電復職：卧病月餘，一再具呈中央，懇請辭職，未蒙允准，茲遵照中常會決議，於本日銷假回院視事；蔣以汪已復職，離開南京飛成都:4947。10月15日，蔣與汪在南京晤談中央最近政情:4979。10月16日，日本貴族院議員坂西中將至南京訪汪:4980。

### 遇刺与出国疗养
1935年11月1日上午，中國國民黨第四屆中央執行委員會第六次全體會議在南京開幕，汪主席致開幕詞後，在會場外攝影時遇刺:4990-4991。会议结束后9:35，刺客孙鳳鸣一边高呼“打倒卖国贼”，一边向汪连开3枪:754。汪被槍傷左頰、左臂及背肋三處，刺客晨光通訊社記者孫鳳鳴亦被衛士擊中，當場被捕，次晨孫傷重在南京中央醫院斃命:4990-4991。
11月6日，行政院決議，以汪因傷不能執行職務，由副院長孔祥熙依法代理行政院院長，外交部部務由政務次長徐謨代拆代行:4995。12月1日，汪電國民政府辭行政院長及外交部長兼職:5016。五届一中全会上，汪升任为中央政治委员会主席；被救後，1936年2月19日，汪前往法国療養枪伤；枪伤以后，汪背部伤痛定期发作，每次发作时疼痛难熬:754。後來執行對日妥協政策的外交部常務次長唐有壬又遭暗殺。

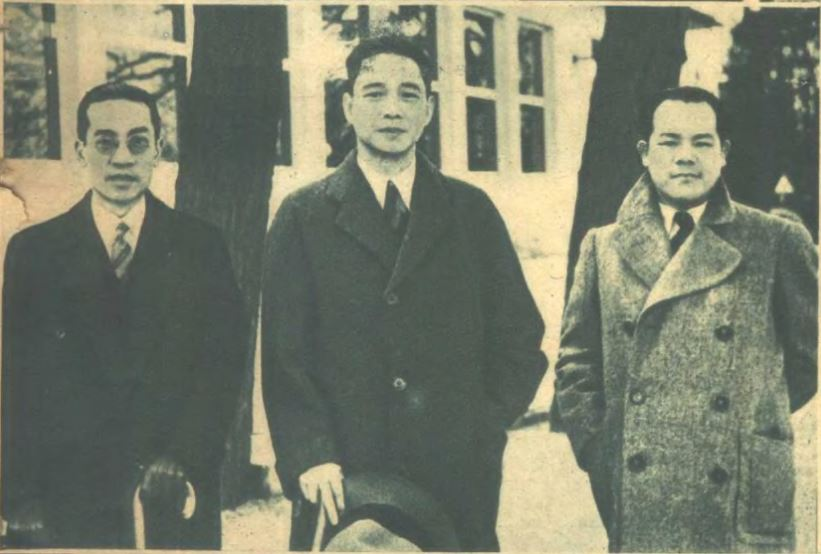
1936年汪精卫与程天放（左）、曾仲鸣（右）于德国巴德瑙海姆合影

1936年3月中旬汪精卫到达巴黎，几天后转到德国巴德瑙海姆卡尔登疗养院(Kurhaus Carlton)进行疗养。4月6驻驻德大使程天放奉外交部之命对其进行慰问拜访，二人对中苏及中日关系进行了几次长谈。程天放后在回忆录中称：“他（汪）身体已复原，只是枪弹没有取出，心脏有衰弱现象，因为瑙海温泉能够医心脏病，所以到此地来洗温泉浴，同时接受诺尔的电疗。”陪伴汪的有曾仲鸣和陈耀祖:40。
1936年5月28日驻法大使顾维钧与驻意大利大使刘文岛在德国巴德瑙海姆与汪精卫就中意关系进行会商。对于意大利取消其在中国的治外法权及归还天津意租界以换取中国取消对意大利的制裁的提议，顾维钧表示在争取英美谅解的前提下可予以接受，汪精卫表示赞同并称若与英国对立，可能为害很大:345。

### 西安事变与回国
1936年12月12日西安事变发生之后，南京国民党中央及陈璧君相继于当晚将此事电告正在法国戛纳的汪精卫。汪于12月13日凌晨及上午分别向驻英大使郭泰祺和驻法大使顾维钧电话通报情况，并称中央请其立刻回国:369。12月14日汪与驻德大使程天放通话，并请程向北德意志劳埃德公司为其订于12月22日由意大利热那亚开行的“波茨坦”号邮轮船票:150。
1936年12月16日汪精卫起草了一份面向国际社会的声明，请郭、顾安排将这份声明翻译为英文及法文以备发表:370。12月18日汪决定暂缓发表声明:372，且于当日到达了意大利热那亚:153。12月19日下午，顾维钧、郭泰祺、李平衡、程天放到达热那亚米拉马勒酒店与汪会面并商讨相关事宜。在热那亚陪同汪的有其子汪文婴、曾仲鸣、陈耀祖以及驻意大使刘文岛的秘书:153-154。12月20日至22日，汪多次与顾、郭、程三人进行商讨：20日对声明内容进行了讨论、修改和最终确定，21日与22日上午对西安事变的国际影响以及制定相应的外交政策进行了讨论:154-159:372-375。1936年12月22日声明以英、法、德文分别在伦敦、巴黎、柏林发表。当晚汪精卫乘坐“波茨坦”号邮轮启程回国:155。
蔣在西安事變之後加強抗日而減緩內戰，聲望大增，并受到苏共及中共支持。1937年1月12日，中國國民黨中政會主席汪回國，抵香港發表談話稱：「西安事變善後，楊虎城自應聽命中央。」:53381月14日，汪精衛乘德輪抵上海:5339。1月18日，汪在中國國民黨中央黨部紀念周演說稱，對外願本兩利原則與任何國家攜手，對內不得有兩種政府與軍隊:5342。1月22日，汪廣播講演《怎樣救亡圖存》，謂「不特中國目前實行共產可以亡國，即使接近共匪，受其操縱，也足以引起大亂，而至於亡」:5346。1月24日，汪與蔣在溪口商談外交與內政方針，議定中國國民黨五屆三中全會於2月15日如期舉行:5347。汪精衛繼續反對統一戰線，贏得不少黨內元老的支持，重新被推舉為會議主席，並起草了會議宣言。宣言重申了五全大會中提出的：「在和平未至完全絕望之時、決不放棄和平、當國家已至非犧牲不可之時、自必決然犧牲、抱定最後犧牲之決心、對和平為最大之努力。」2月15日，日本駐華大使川越茂首次訪問中國國民黨中政會主席汪，談三中全會情形:5367。

## 晚年經歷

### 抗日戰爭与“和平運動”

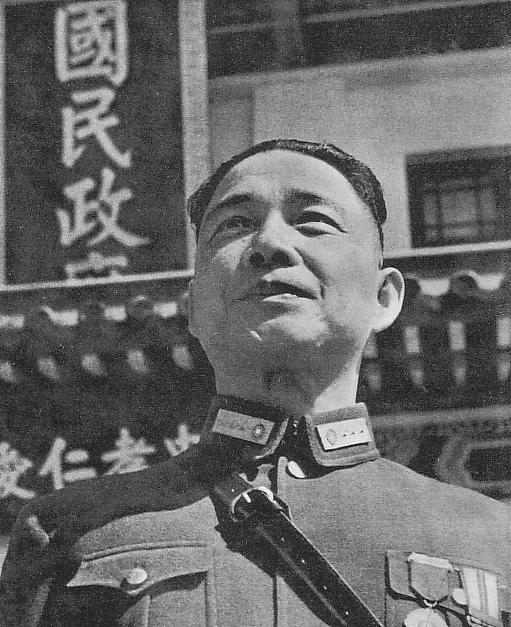
汪兆銘於南京國民政府前，匾額刻有「忠孝 仁愛 信義 和平」。

1937年7月7日盧溝橋事變爆發，全面抗戰開始。汪任國防最高會議副主席、國民黨副總裁，地位僅次於蔣中正。一天，汪在重慶上清寺的官邸宴客，吳稚暉突然向汪下跪，十分激動地說：「救救中國吧！懸崖勒馬，能救中國的也只有你了，怎樣去結束這不利的戰事，你有你對黨國的責任，不應為了一己求自全自保之私，再這樣袖手旁觀下去！」汪不知所措，離座對跪，彼此握手欷歔。
此后汪开始主張对日本親善，主張「和平運動」，主要的論點為：
（一）中國不可能打贏這場戰爭，在徹底失敗之前以談判實現和平將更為有利；
（二）他曾和蔣有過談判經驗，因此認為蔣是不可信任的人；
（三）他關心日占區人民的利益，認為日占區需要照料；
（四）根據汪的助手周佛海说，如果蔣贏得了這場戰爭，那麼汪和日本的協定自然被取消，如果蔣不能獲勝，那麼協定還可以限制日本的行為。
1938年8、9月間，周佛海的代表梅思平與日本首相近衛文麿的代表松本重治在英屬香港談判，日方提出「不要領土、不要賠款，兩年內撤軍」，支持汪的和平運動。
11月3日，日本首相近衛文麿宣佈了一項包含了六原則的“亞洲新秩序”聲明：（1）東亞的永久和平；（2）善鄰友好和國際正義；（3）聯合防共；（4）經濟合作；（5）創建新文化；（6）世界和平。12月22日，日本首相近衛文麿發表了第三次對華聲明，表示以下幾個條件的基礎上和一個新的中國政權調整中日關係：（1）親善友好：日本對中國不要求領土、不要求賠款、歸還外國租界、撤銷治外法權；（2）按照軸心國之間，反共產國際協定之同樣的精神，共同防共；（3）經濟合作，日本一方絕無壟斷中國經濟的意圖。
12月19日，汪向國民政府申請護照，借道雲南前往法屬印度支那，主張與日軍媾和。蔣發電報給香港《大公報》張季鸞，希望輿論對汪寬留餘地。汪響應近衛聲明，離開重庆出走至法屬印度支那東京保護國河內，發表艷電，主張中止抗戰:38。12月29日，汪發出《致中央常務委員會國防最高會議書》和電報（29日電報代碼為「艷」字），是為「艷電」，電文稱：日本「對於中國無領土之要求」、「尊重中國之主權」，能使中國「完成其獨立」，以「互相善鄰友好、共同防共和經濟合作」三原則，「與日本政府交換誠意，以期恢復和平」。這樣做「不但北方各省可以保全，即抗戰以來淪陷各地亦可收復，而主權及行政之獨立完整，亦得以保持」。蔣回重慶，嚴詞駁斥汪電:38。然而由於近衛內閣數天後（1939年1月4日）突然辭職，以及雲南軍閥龍雲并未支持汪，和平運動失败。部份史料與說法指出，汪出走河內，與日本人和談，此事是由蔣策劃（戴笠與汪精卫国民政府之間的緊密連繫，也被當成這個說法的重要旁證之一）。這個說法，主要來自汪的幕僚胡蘭成，以及馮玉祥。
1939年1月1日，国民党中央执委会临时会议一致决议，开除汪的国民党党籍和一切公职。会议通过的决议文如下：
|  | 汪兆銘承本党付托之重，值抗战紧急之际，擅离职守，匿居异地，传播违背国策之主张。二十九日来电，竟以日相近卫根本灭亡我国之狂妄声明为根据，而向敌求和。一面腾之报章，广为散发，以建议中央为名，逞其摇惑人心之技。而其电文内容，尤处处为敌人要求，曲意文饰，不惜颠倒是非，为敌张目。更复变本加厉，助其欺蒙。就其行为而言，实为通敌求降，充其影响所及，直欲撼动国本。我国为救亡图存，发动抗战，百余万将士之死伤，数百万同胞之牺牲，惨痛深切，无非欲根本消灭敌人侵略之毒计，以永保为国家民族世代永久之生命。年余以来，国民则精神团结，将士则踊跃用命；万众一心，咸集中于本党总裁蒋委员长领导之下，坚毅不屈，有必达胜利之自信。今敌人谋我之野心益彰，伎俩益毒，即吾全国之敌忾愈切，决心愈坚。汪之所言，不但为中央所痛绝，实亦为全国民众所不容。查战争期间，任何国民，绝对不得违反战时国策之决定，而自作主张；本党纪律，更绝对不许逾越党的正式决议，违反党的规则，而以个人发表其意见。汪兆铭此种行动，其为违反纪律，危害党国，实已昭然若揭；大义所在，断难姑息，即当永远开除其党籍，并撤除一切职务，藉肃党纪，以正观听。我国民须知抗战决胜之最要关键，唯在意志统一，精神不贰。我民族在昔迭遭外患，如宋、如明，固仅为一姓一家朝代之溃灭，而非为民族之沦亡，然其致败之原则，皆由当时朝廷少数奸邪精神慑服，天良丧尽，以致灭亡，决非民气与国力之不能抗敌也。故今日抗战，非整肃纲纪，不足以振作精神；非怯除携贰，不足以战胜强敌。综观敌人最近之毒计，实欲威胁我精神，而导我于分离覆亡，本党深知为全国同胞，民族意识普遍，发扬春秋大义，深入人心，只须坚定不移，奋斗不屈，严守国策，统一意志，最后胜利，自必实现。今后抗战国策，一以本党总裁上月二十六日在中央纪念周所发表之演讲为唯一标准，愿我全国同志及将士同胞，本此意志，悉力以赴。其有背越斯旨之一切言论与行动，皆为国家利益与法纪所不容，必与国人共同唾弃，以保持战时意志，而完成为三民主义革命救国之使命。 |

3月，汪和他身邊的重要幹部在河內多次遭到蒋派人刺殺，由于刺客误把曾仲鸣当作汪杀死，汪才躲过一劫。日本方面得知这一情况后派影佐祯昭大佐和议员犬养健前往河内將汪營救，5月8日汪抵上海，在江湾土肥原公馆与影佐祯昭和犬养健会谈。5月31日，汪率周佛海、梅思平、高宗武、董道宁、周隆庠等十一人，乘日本海军飞机，在矢野征记、影佐祯昭、犬养健、清水董三等陪同下，由上海飞抵东京。日本陆军省和参谋部联席会议为此于6月5日作出决定要求汪在建立中央政府时，与中华民国临时政府、中华民国维新政府政权合作，其政府组成及地方自治，不得违反日本的既定方针。汪欲召开国民党大会不得在南京举行。采用青天白日满地红旗须在旗的上方加上一个三角形黄布片，上书“和平反共救国”字样。汪政府应以日、满、华睦邻结合为指导方针。6月6日，日本内阁五相会议制定《建立新中央政府的方针》:786-801。
6月8日，国民政府宣布通缉汪，颁令如下：
|  | 汪兆銘违背国策，罔顾大义，于全国一致抗战之际，潜离职守，妄主和议，并响应敌方谬论，希冀煽惑人心，阻挠大计。经中央加以惩戒，犹复不自醒悟，倒行逆施，竟于上月秘密赴沪，不惜自附于汉奸之列，与敌往还，图谋不轨。似此通敌祸国行为，显属触犯《惩治汉奸条例》第二条之规定。此来海内外民众同深愤慨，先后呈请通缉严惩者，不下千余起之多，政府如尚曲予宽恕，其何以伸张国法，慰我军民。应即由全国军政各机关一体严缉务获，依法惩办，以肃纲纪。此令。 ——主席林森，行政院院长孔祥熙，立法院院长孙科，司法院院长居正，考试院院长戴传贤，监察院院长于右任。 |

6月10日至18日，汪分别会见日本首相平沼騏一郎，陆军大臣板垣征四郎、海军大臣米内光政、大藏大臣石渡庄太郎、外务大臣有田八郎、枢密院议长前首相近衛文麿。其中在与板垣征四郎交涉中，板垣征四郎毫无退让，使与会的影佐祯昭适时对其恫吓，汪因此倍感沮丧，后不得不妥协:786-801。6月24日，汪离开日本后抵达天津，27日抵达北京会见华北日军司令官杉山元，后与临时政府王克敏会面。6月28日，汪由天津回到上海，次日，与维新政府行政院长梁鸿志、内务部长陈群、绥靖部长任援道会谈，双方在政府合并问题上矛盾重重。7月5日，汪与梁鸿志在南京进行第二次会谈，汪通过拉拢陈群与任援道，许诺成立中央政府后二人可官任原职，从而分化了维新政府，使二人转而支持自己。7月11日，梁鸿志、王克敏在青岛大陆饭店接见新闻记者团时分别表示对汪“全力协助之重大意志”。三方就“反蒋、反共、亲日”达成一致。虽然，三方会谈取得进展，但是日本海军特务机关首席武官野村直邦中将对此却有悲观看法，“最近汪兆铭的活动终于使一般民众失去了对他的信任，失望和怀疑正在深刻化。一般民众对汪派已经失去了信任，所以由衷欢迎和平的人一个也没有。”他还指责汪说：“最近汪派的活动，事实上不仅不能促进全国的和平，而且正在和平运动各派内部制造分裂。”:803-814

### 国民党“六大”
1939年9月28日至30日，汪以中国国民党的旗号，在上海极司菲尔路76号祕密召开中国国民党第六次全国代表大会。29日上午第一次大会，周佛海主持通过整理党务案，主要内容包括：修改党章、废除总裁制、设中央执行委员会主席一人。29日下午第二次大会，汪担任会议主席，通过：修订国民党政纲案、决定以反共为国民党基本政策案、根本调整中日关系并尽速恢复邦交案、授权中央执行委员会主席，指派中央执、监委员，连同党外人士，组织伪中央政治委员会案、尽速召集国民大会实施宪政案等。
30日上午第三次大会，选举中央执、监委员，并通过大会宣言。大会宣言着力对中国共产黨进行了批判，认为中共“假借抗战，以削弱国民政府之力量，使之继续不断丧师失地，以促成其崩溃之势，假借抗战，以实行愚民政策，剥夺所谓知识阶级之一切自由，使全国陷于精神破产，不识不知随而盲动；假借抗战，以扩大边区政府之势力，谋于相当时机取国民政府而代之，夷中华民国为中华苏维埃，使永为苏联之附庸；假借抗战……使中、日兵连祸结，苏联得安坐而乘其敝。” 认为蒋“所可怪者，蒋同志阳则受其（指中国共产党）拥护，阴则供其利用……当此国家存亡系于一发之际，置一切同志之忠言于不听，惟共匪之所左右，一切同志不见容于共匪者，即不见容于蒋同志。驯至关系国家存亡之和战问题，不取决于大会所明示之方针，不取决于同志之建议，而取决于共匪之颐指气使，以是之故，使和平运动横受挫折，战争依然继续。” 大会决议解除蒋总裁一职。会议中，一些与会代表蔡洪田、汪曼云、沈尔乔、王敏中、章正范、戴策等在看到职员名单中有卢英的名字，认为该人是汉奸，要求与汪见面。周佛海代为接见，表示卢英是否是汉奸后世自有定论，但其为汪在上海的人身安全出力甚多，不应因此排除在外。其他诸如温宗尧、陈群、任援道等人亦被认为是汉奸，引发会场骚动。李士群亲自带枪与荷枪实弹的士兵入场对有异议的人进行威胁，场面一度十分尴尬。汪圆场表示有意见的代表可在会后和他个人交流。在闭幕词中，汪说：“外面有人对我们造谣污蔑，说我们是日本人的傀儡，请大家看看，我们今天会场里有没有日本人” 。
9月1日，在汪《致海内外诸同志通电》中说：“综括宣言所示，非根绝赤祸，无以维持国内和平；非与日本协力，无以维持东亚之和平；非与各国增进友谊，无以维持东亚之和平。……惟有一比较简易可行之方法，如前方之武装同志能揭示和平、反共、建国之主张，则既可保其原有之兵力与未失之土地，又可外与吾人之和平运动相呼应，内以促独裁势力与共产势力之没落，为效之捷，莫逾于此。”:202-206

### 对日谈判

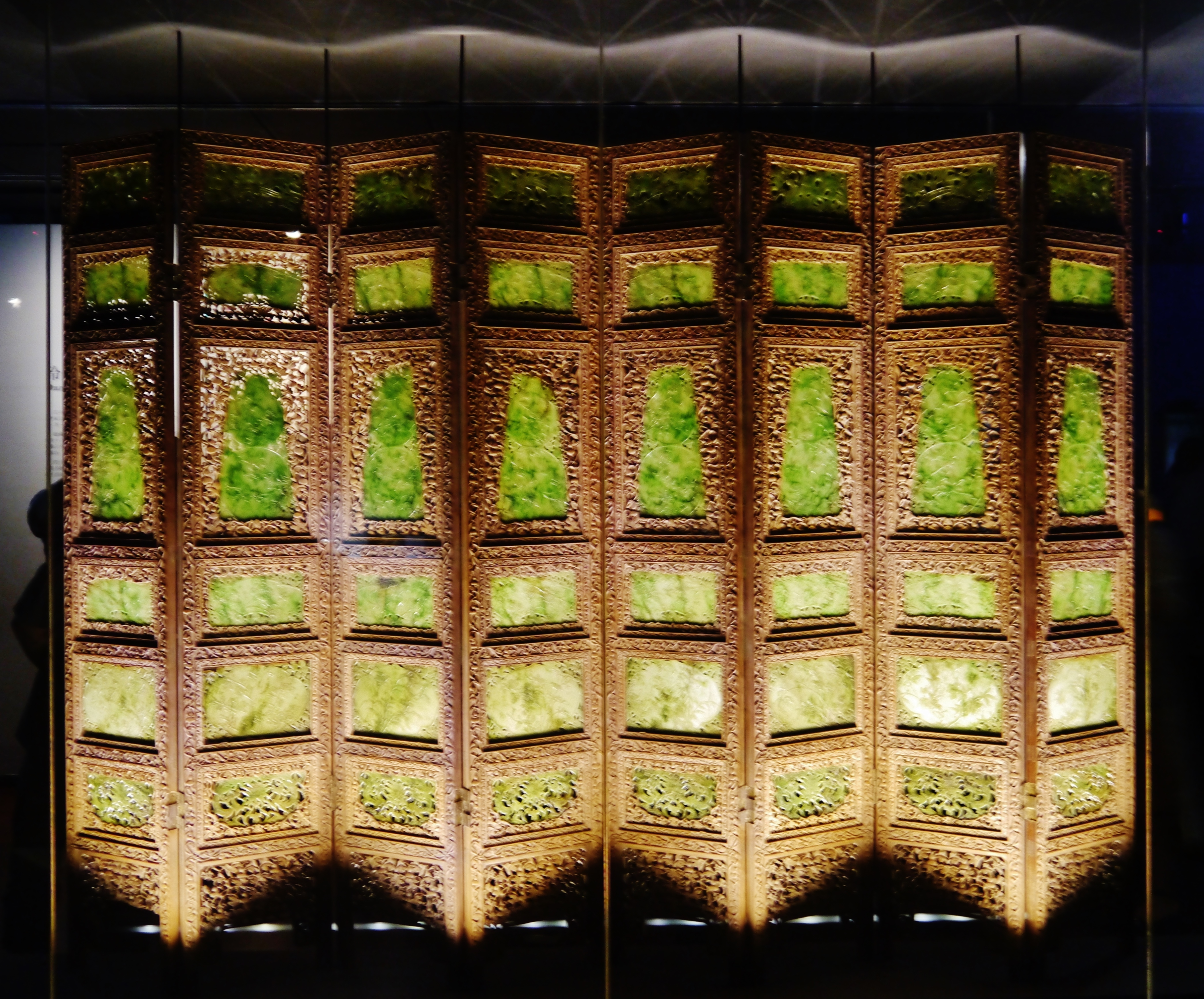
國立故宮博物院館藏玉製屏風，為汪精衛贈送裕仁天皇之珍品，於第二次世界大戰戰後復歸。

1939年11月1日，汪派周佛海为首席代表，协同梅思平、高宗武、陶希圣、周隆庠等人在上海虹口六三花园（后改为愚园路一一三六弄六十号）与日本人会谈，林柏生、陈公博后来参加，汪本人没有出席。日本方面首席代表为影佐祯昭，其他人包括犬养健、须贺彦次郎、谷荻那华雄、扇一登、矢野征记、清水董三等人。会议开始前，日本兴亚院在内政、军事、经济等方面已经为会议定下了极为苛刻的条件。
第一次会议上，日方提出《日华新关系调整方針》。会谈中，日方要求新政权承认满洲国，从中央政府到地方基层设置政治顾问、技术顾问和职员，由日本人担任；在自然科学技术、财政、经济方面，中央政府聘请日本专家当顾问，其直属机关任用日本教授、教官、关税官吏及技术员等，在地方政府设置与日本军队协商事项的交涉专员，在必要的地区的军队中配备日本军事专家，关税收入、统税、盐税等以“保管”和“战争中的特殊情况”为名控制在日方手上，部分要分给蒙疆和华北，日方以“最大的诚意” 借款4000万元给汪政府，拒绝汪开放长江、使用京沪铁路的要求。汪方代表表示应坚持近卫声明、1938年11月上海会谈记录，1939年6月东京会谈约言为讨论基础，不应超出这三者。会议关键为1938年11月上海会谈记录，汪出走重庆就是根据其中达成的协议，他认为日本方面一定会遵守其中的承诺。但是日方认为该文件由两名陆军军官签署，对日本政府没有约束力。日方遵循的是10天后11月30日御前会议出爐的《日华新关系调整方針》，而该方针则大大超出了上海会谈的条件。
会后，汪听取了与会人员的报告，看过《要纲》后流着泪对陈璧君说“日本如能征服中国，就来征服好了。他们征服不了中国，要我签一个字在他的计划上面，这种文件说不上什么卖国契。中国不是我卖得了的。我若签字，就不过是我的卖身契吧。”他还給影佐写了一封信：“尊函及日华关系调整拟定方案已收到。似与近卫声明宗旨有相当差异，颇以为憾。但对以此拟定方案为基础进行谈判，则无异议。谈判委员则任命周佛海为主任，梅思平、高宗武、陶希圣、周隆庠为委员。希肝胆相照，和睦相处，以审议东亚问题。”:211-2141940年1月，陶希圣与高宗武脱离汪组织，在香港联名揭发“汪日密约”，国史称高陶事件。

### 建立汪精衛國民政府

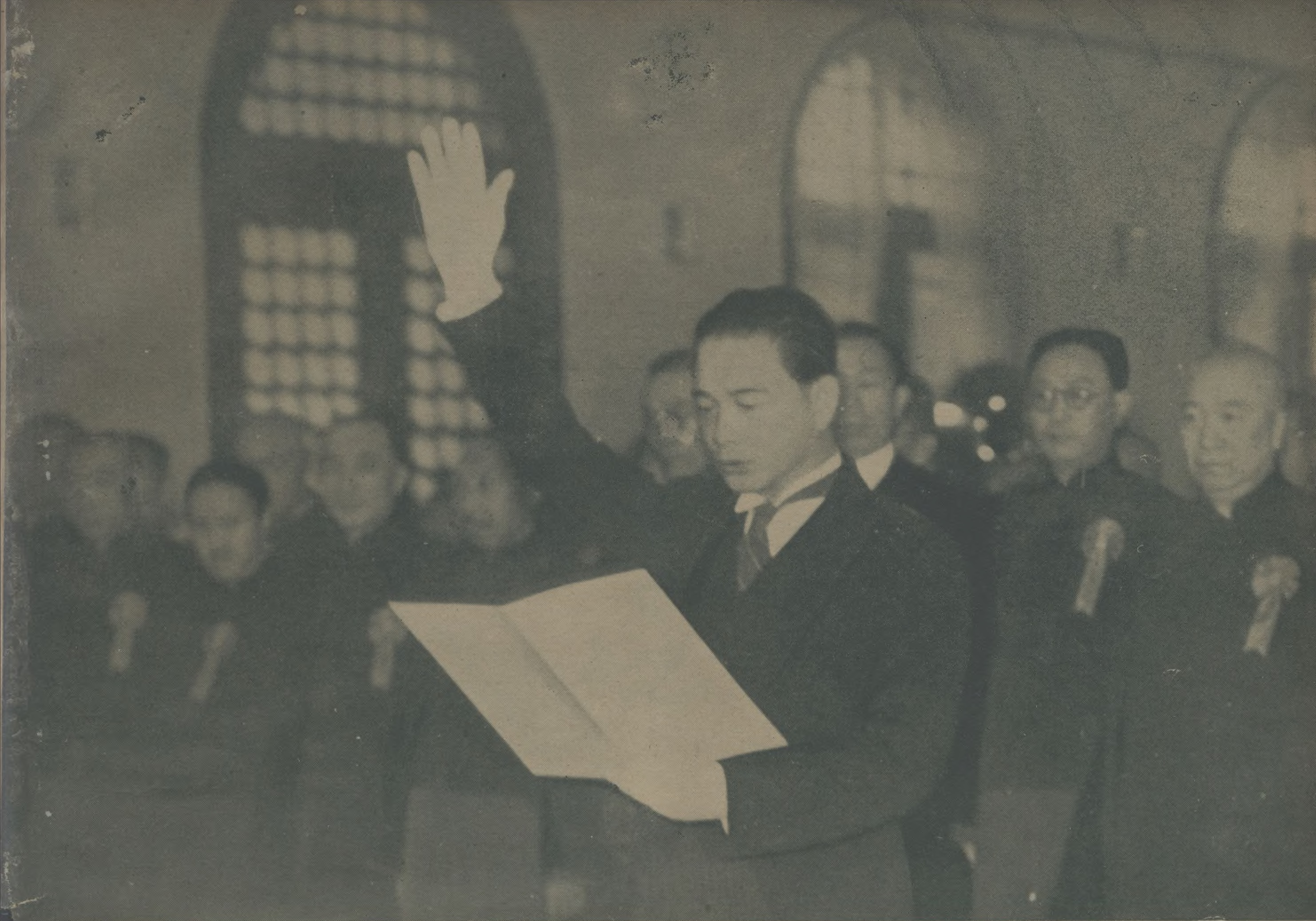
汪精卫就任南京国民政府主席，宣读誓词

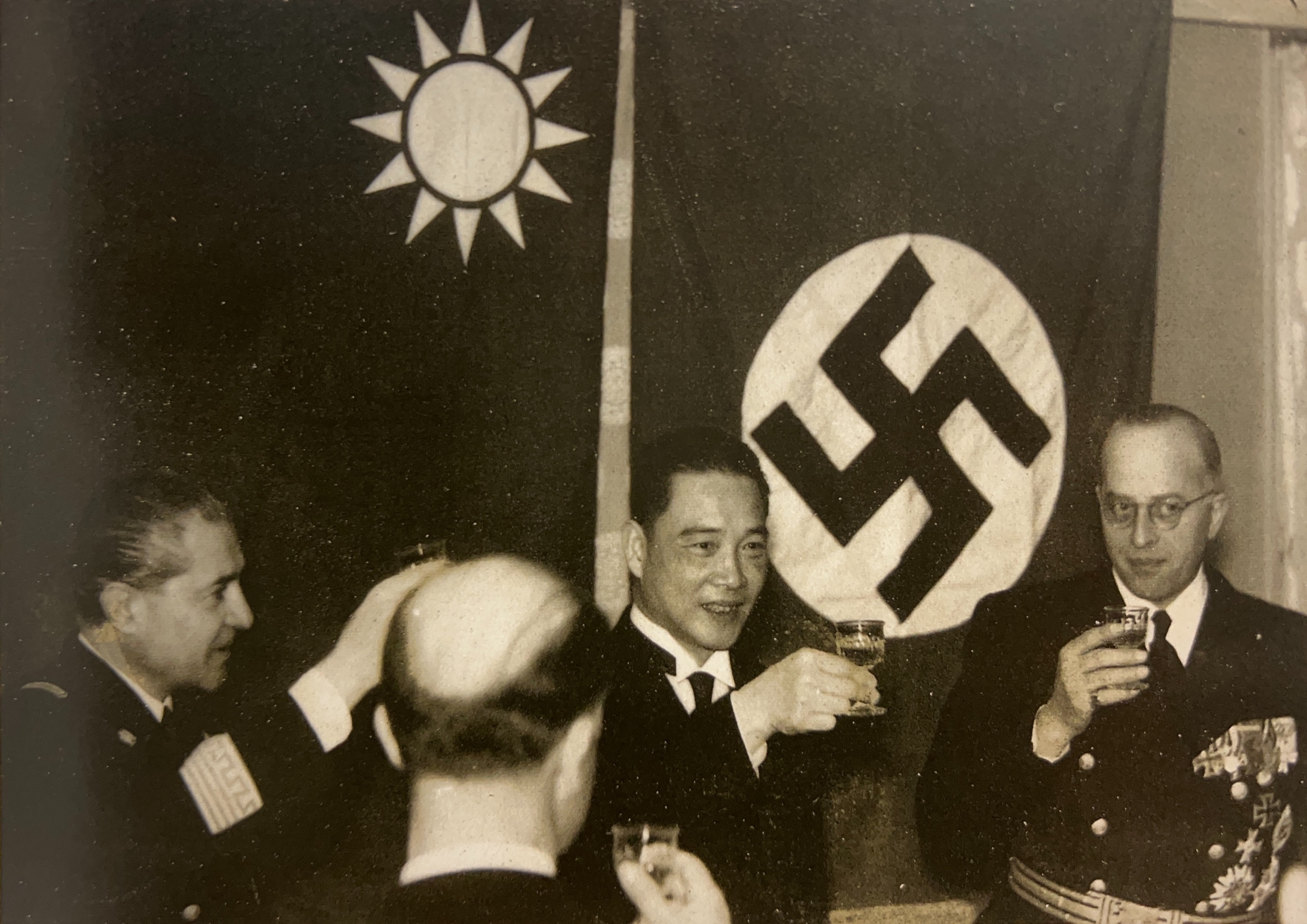
1941年汪兆銘接待德國駐汪精衛國民政府大使海因里希·斯塔默（右方戴眼鏡之人）

1940年3月30日在南京與日本合作建立中華民國中央政府汪精衛國民政府，取消華北的王克敏和長江下游的梁鴻志政權。汪本人出任中国国民党中央执行委员会主席、中央政治委员会主席、行政院院長、国民政府主席、國防最高會議主席及中华民国特级上将。
11月29日，汪就任南京国民政府主席，重慶国民政府颁布《懸賞通緝汪精衛即汪兆銘令》：
|  | 汪精卫即汪兆铭，通敌祸国，触犯《惩治汉奸条例》，前经明令通缉在案。该逆久匿南京，依附敌人，组织伪政府，卖国求荣，罔知悔悟。近更僭称国民政府主席，公然与敌人签订丧权辱国条约，狂悖行为，益见彰者。亟应尽法惩治，以正观听。为此重申前令，责成各主管机关严切拿捕，各地军民人等，并应一体协缉，如能就获，赏给国币拾万元，俾元恶归案伏法，用肃纪纲。此令。 ——主席林森，行政院院长蒋中正，立法院院长孙科，司法院院长居正，考试院院长戴传贤，监察院院长于右任。 |

1941年5月，在南京成立了清乡委员会，汪亲自兼任委员长。
1943年汪曾經以中華民國國民政府名義，參與由日本主導的大東亞會議。

## 病逝

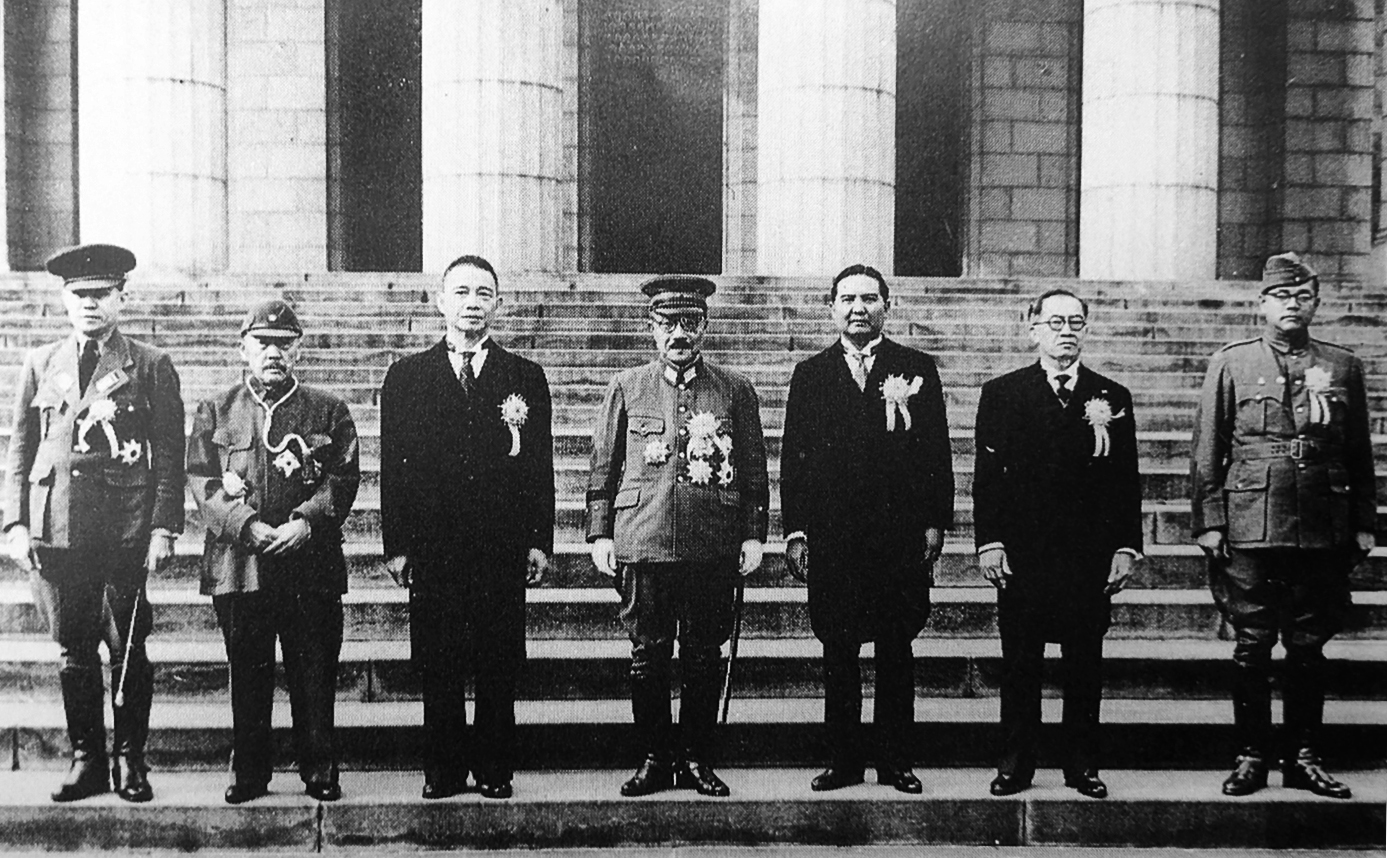
1943年11月5日参加大東亚会議的各国首脑。左起：巴莫、張景惠、汪兆銘、東條英機、旺·威泰耶康、何塞·帕西亞諾·勞威爾、苏巴斯·钱德拉·鲍斯

1943年年底，汪的健康惡化，1944年3月赴日治療。11月10日於日本名古屋帝國大學醫院去世。11月23日遵其遺願，歸葬國民黨總理孫中山之側，南京中山陵西南的梅花山。
汪雖為病死，但死因有不同的說法：一說10年前汪被铁血锄奸团成員刺杀受伤，子弹深陷體內，無法取出，铅毒逐漸扩散，終至藥石罔效；不過張學良之調查則指出，當時所使用之子彈為鋼彈而非鉛彈。日本作家上坂冬子訪問汪氏子女後写的書支持病死之說。一說是其妻陈璧君誤信西醫才造成汪兆銘病死。另一說則是汪遭日本軍下毒謀殺，但被汪長女汪文惺、女婿何文傑斷然否認；何文傑表示汪患的是“多發性脊骨瘤腫”。

### 墓地

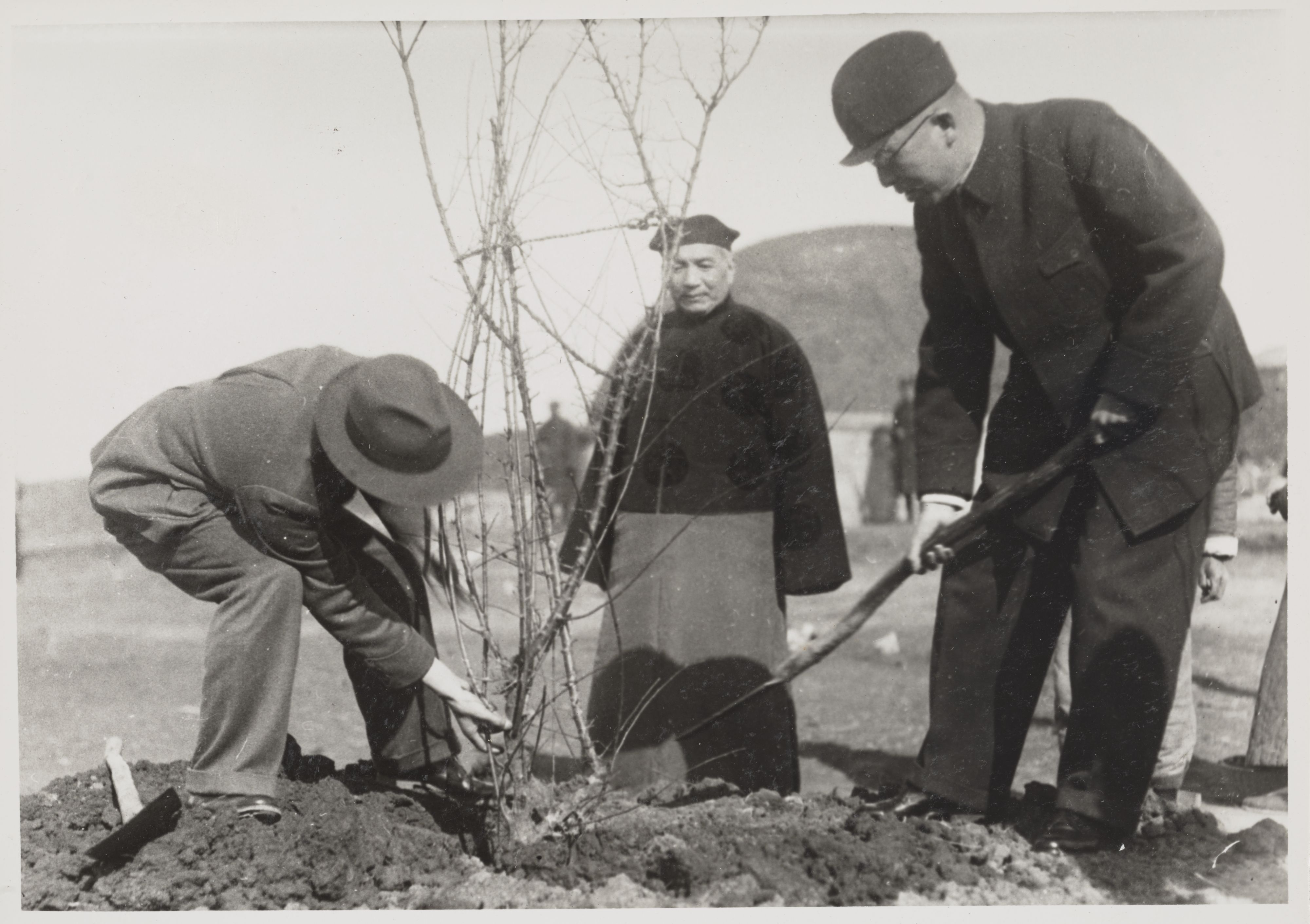
1944年11月，汪精衛政權時任外交部部長褚民誼於汪精衛墓前監督、視導陵園的梅樹植栽工作。

日本投降後，1946年1月21日中國陸軍總司令何應欽上將奉令將汪墓炸毀，在其原址改建為亭子（今觀梅軒）；打开棺木時，见汪的遺体上覆盖著青天白日滿地紅國旗，身穿南京政府的文官礼服，头戴礼帽。由于使用过防腐剂，遺体尚未腐烂。其後汪的遺體被送往清凉山火葬场火化，骨灰被抛到长江裡。日後在日本東京高圓寺的宗泰院附近另立一塚，據傳以原汪墓碎片葬之。1994年，原汪墓所在的梅花山顶放置一座汪跪像，因被游客吐痰便溺污秽不堪，于1997年被移走。另外2004年11月8日上午在紹興市市區挖出一個汪跪像，上刻有「汪逆精衛」四字。

## 評價

### 正面评价

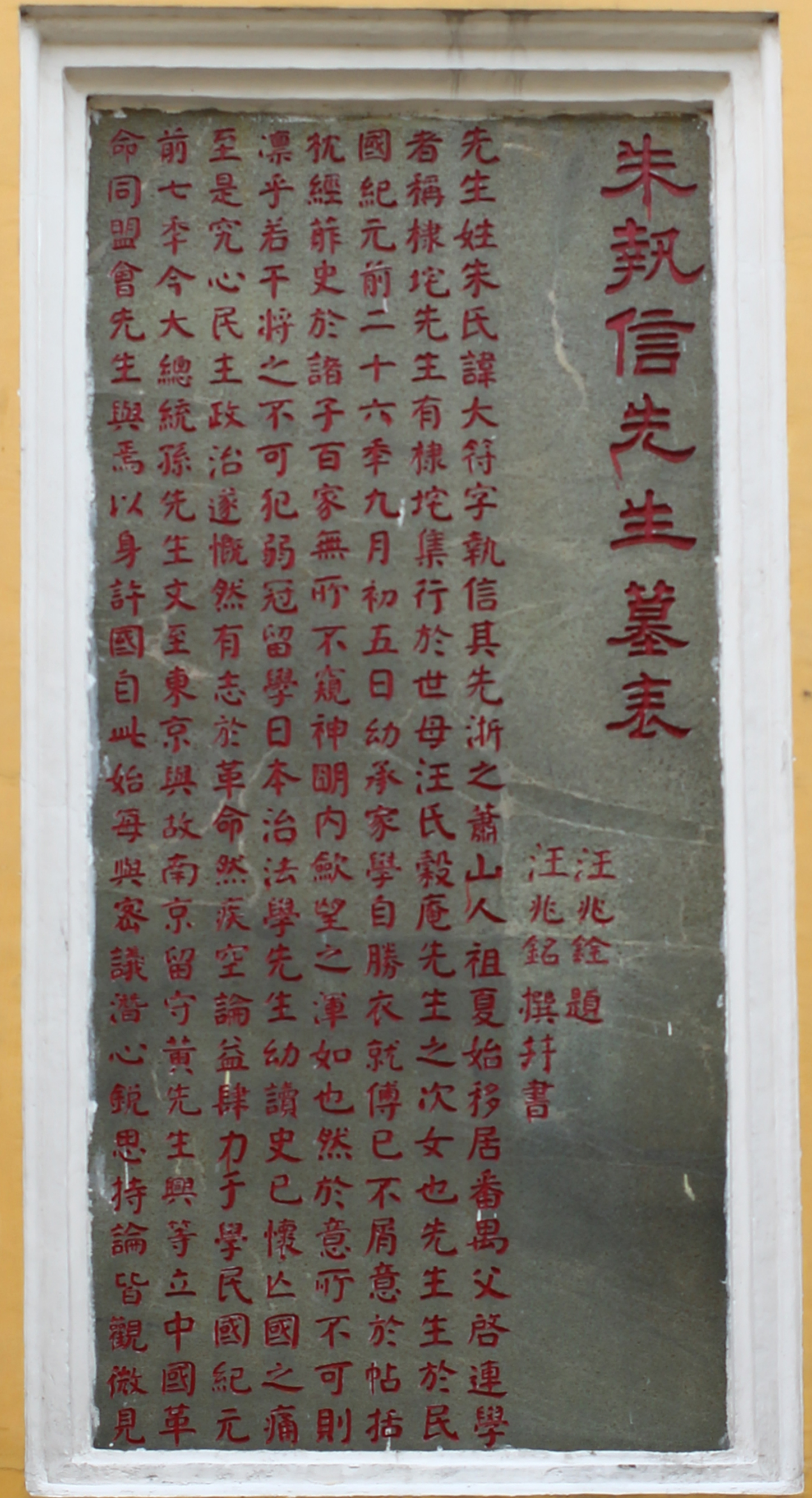
汪兆銘為朱執信先生撰並書的墓表，位於廣州先烈東路。

#### 博伊爾
約翰·亨特·博伊爾（John Hunter Boyle）是美國斯坦福大學歷史教授、中日戰爭史專家，他在《中日戰爭時期通敵內幕》一書中稱：汪精衛國民政府和維希法國相似，“當他們認為德意日軸心國會取得勝利時，他們設法為自己的國家在『新秩序』中取得一席較為有利的地位。當戰爭勝利誰屬已經沒有把握的時候，他采取哄騙、拖延的辦法來避開日本的勒索，並且多少為自己的管轄區保持一些自治的模樣。”太平洋戰爭爆發以後，走投無路的日本人不得不對汪政權的勢力重視起來，“汪就越來越有可能為同胞爭取到生存保障，拖延敵軍進攻。在享有中國物產和資源方面同日本人競爭。在汪看來，簽訂一些協定和條約，都是一種競爭的方法。一旦戰爭結束，假如同盟國獲勝，反正這些條約也不過是一堆廢紙而已。”“汪出走時留函給蔣說：從此以後他要挑起較重的擔子，讓蔣挑較輕的。究竟這封信有沒有感動過蔣則很難說，但是汪在此後六年的余生裏，的確是挑起了很重的擔子，這一點是十分明顯的。”

#### 李宗仁
李宗仁在其《回憶錄》中稱：“但是我们也应该说一句公道话，便是汪兆铭当了汉奸，却没有做积极破坏抗战的勾当。例如汪氏投敌后，以前与汪氏渊源最深的国军将领，如第四战区司令长官张发奎和第五战区内第十一集团军总司令黄琪翔，都是抗战阵营中的柱石。然终汪之世，未尝作片纸只字向张、黄等招降。足见大义所在，纵是卖国贼也颇觉不为已甚，而自我抑制。”

#### 張發奎
抗日名將張發奎曾經負責接收廣東地區，他說：我沒有聽到廣州民眾對汪偽政府的抱怨或抨擊，也沒有廣州民眾對偽政府懷抱惡感的印象。……無論廣州抑或上海，這些偽府政要都是汪精衛的追隨者，他們鼓吹所謂的“和平”，其叛國理由就是“中國打不過日本”，汪精衛組織就是基於這一理念。事實上，日本人並不是平等對待他們，他們充當了傀儡。然而他們宣稱，即使他們僅僅是傀儡，也要為老百姓爭回一點權益。我沒有見到偽府在廣東壓迫民眾的任何證據。

#### 其他史学家
近年伴隨兩岸政治情況的逐步緩和，若干史學家即進入對汪的研究領域當中，並將其著述付梓，例如：王克文的《汪精衛·國民黨·南京政權》、許育銘的《汪兆銘與國民政府：1931年至1936年對日問題下的政治變動》和《汪精衛與現代中國》、李志毓的《驚弦：汪精衛的政治生涯》。於文學研究中，知名漢學家葉嘉瑩則是講有影音記錄——「汪精衛詩詞之中的『精衛情結』」。中國大陸之業餘歷史愛好者林思雲，《真實的汪精衛》一書，亦有發表若干翻案論述。
史學界余英時（2012:28）認為「汪精衛在本質上應該是一位詩人，不幸這位詩人一開始便走上『烈士』的道路，因而終生陷進了權力的世界」。古典文學界葉嘉瑩（2012:31）則認為「讀汪氏之作，令我深感他的詩詞之佳處乃竟與我的論詩之說頗相契合。至於他在詩篇中所表現的，和在生活中所實踐的究竟是什麼？則私意以為應該乃是他終生不得解脫的一種『精衛情結』」。

### 负面评价
作家老舍在《四世同堂》第56章时，评论道：“他的投降，即使无碍于抗战，也足以教全世界怀疑中国人，轻看中国人。……（他）比敌人还更可恨”。重慶国民政府还都南京后曾于1946年炸毁位于南京梅花山的汪墓，取出汪精卫遗体重新火化并使用鼓风机吹散其骨灰。
1940年1月，汪精衛集團與日本秘密簽訂旨在出賣民族利益的《日支新關係調整綱要》一事被揭露後，中共中央於1月28日發出由毛澤東起草的《克服投降危險，力爭時局好轉》的黨內指示，要求擴大反對汪精衛賣國協定的宣傳，指示各地應普遍舉行民眾大會，要掀起全國反投降、反漢奸、反磨擦的熱潮。延安民眾聲討汪精衛大會於2月1日召開，毛澤東出席大會並發表題為《相持階段中的形勢與任務》的演說，評論汪為“賣國賊”和“中國親日派大資產階級的政治代表”。
美國斯坦福大學歷史教授約翰·亨特·博伊爾在《中日戰爭時期通敵內幕》一書中又稱：“不管是有意还是无意，汪实际上用他自己巨大的名望和威信（以及他的改组国民政府并不怎么高的威信）去帮助日本最坚决的大陆扩张主义者的“分治合作”计划。这个计划同有些人所说的话完全是两回事。他们硬说：日本由于中国的孱弱和不团结而苦恼，他希望有一个强大、统一的中国，能够抵抗外国的侵略，特别是抵抗苏联和英国的侵略。这个计划是如此藐视中国的民族主义情绪，以致只要汪默认了它，他的政权就注定了非失败不可。这个计划使汪所许下的“复兴中国”的诺言成为荒诞不经的假话。为汪辩护的人声称：汪和他的同事们并没有真正替日本计划卖力气，他们只不过是骗骗日本人，使日本人相信他们是在卖力干而已。他们可能没有说错，事实也许真是那样。但这丝毫也不能够削弱对方反驳他们的理由，那就是说：凭汪在中国的显赫地位，哪怕他只是曖昧地支持了日本，就一定会使他本国人民陷于不和与混乱。”
後來擔任中華民國代總統的李宗仁在《李宗仁回忆录》回忆：“汪兆铭的为人，堂堂一表，满腹诗书。言谈举止，风度翩翩，使人相对，如坐春风之中。初与接触，多为折服，故颇能号召一部分青年。然汪氏黔驴之技，亦止此而已。其真正的个性，则是热衷名利，领袖欲极强，遇事又躁急冲动。欲达目的，既不择手段，也不顾信义。每临大事，复举棋不稳，心志不定。此种心神，常在会议席上充分表现。汪氏每次主持重要会议时，神志多不安定，周身摆动，两手搓个不停，一反其平时雍容和穆的风度。再者，汪的处人，亦极虚伪。凡汪氏所不喜的人赴其寓所访问，汪氏亦均屈尊接见，娓娓倾谈，状至亲晤。然客甫出门，汪便立现不愉之色，顿足唾弃。转瞬之间，态度判若两人，凡此均足以表示汪的为人”。“所以吴敬恒曾骂汪是“伪君子”和“花瓶”，足见许多老同志也认为他不能负实际责任。总理在世时，汪总是受命出使四方，从未负过党政专责。但是汪氏却是个心比天高、热衷权利的人，中山逝世后，汪氏一意左倾，与蒋中正互为表里，不择手段地揽权夺位。谁知他的合作者蒋氏，也是个热衷权力不择手段的人。他二人各取得党权、军权之后，竟又短兵相接，火并起来，经历多次，汪氏自知非蒋的敌手。故此次我们诚心诚意地请他留在南京主持党政，他总以为沪、宁一带是蒋的老巢，上山则见虎，下泽则见蛇，断非彼久恋之乡。他如要掌握党政，必须回广东另起炉灶。这便是汪氏的基本观念，也是嗣后宁、汉不能合流的基本原因”。
抗日名將張發奎在《张发奎口述自传》一书中又说：“对于那些为他牺牲与战斗的军人的态度，显露了汪精卫的软弱无能。我常常对他说，第四军是为他打仗的，他应该照顾第四军。‘可是，作为行政院长，他不敢对蒋先生进言。每逢出现议题，他总是要看蒋先生的脸色，他本身沒有主意。他一阔就变脸，变得官气十足，忘了他从前的理想。’”“置个人仇恨于国家利益之上是错误的。很明显，汪精卫对蒋的仇恨，甚至更重要的——他妻子对蒋先生的仇恨（陈璧君始终怀疑蒋介石是1935年刺汪案的主谋），已经放在民族大义之上了。”
1939年1月1日，国民政府主席林森发表元旦讲话指出：“偷生怕死，卖国求荣就是汉奸。这种人虽然暂时保了性命，得了小小利益，但是遗臭万年，上辱没了祖先，下贻害到子孙。一到敌人用不着汉奸的时候，仍旧免不了送命，或者精神受到了惩罚，天天在苦痛之中，永远作不得人。明末的吴三桂，就是一个例子。”9月18日，林森再次强调：“对于汉奸傀儡通敌卖国所煽动的亡国灭种的假和平运动，必须加以严厉的打击和制裁。决不能容许敌伪们曲解总理遗教，散布妥协投降的谬论，来摇惑人心，阻挠抗战。”1940年3月，汪精卫抛出“和平建国宣言”，表示要和重庆国民政府“共谋和平方案”的当天，林森立即发表讲话回击说：“敌人的侵略一天不止，我们的抗战也就一天不止，这当中没有丝毫徘徊余地……我们国家的独立与自由，一天不能获到，我们将要继续奋斗一天……只有抗战到底，才算是总理的信徒。”3月30日，国民政府主席林森发表广播讲话《痛斥汪逆伪组织》，“希望全国军队和人民，无论南北东西，都要各尽各的本能，各守各的岗位，齐心协力，团结精神，坚持抗战立场，肃清汉奸。”“迅速恢复失地，拯救沦陷区内的人民，打破敌国军阀的阴谋……维护世界人类正义与和平”。
1939年10月1日，蒋接见中外记者，指出，“汪逆卖身降敌，罪恶昭著，根本上已自绝于中华民国全国国民，对此汉奸罪犯，人人得起而诛之，汪逆所召集之会议，国民皆知为汉奸卖国之会议，其参加之每一份子，国人尽知为卖国之汉奸，问题已远超过于党的纪律规章之外，故中国国民党不必再有如何声明”，并表示“在敌军压境战斗剧烈时，公然响应敌人所谓建立东亚新秩序，意图并吞中国之声明，此为何种之行为？奔走敌京，勾结敌军，唆使敌人加紧侵略，屠杀同胞，此为何种之行为？在敌军司令部内广播演讲，污辱我国军，诬蔑我同胞，对于我正在战斗之将士，劝诱其局部停战，此又为何种之行为？君等试思，任何国家政府，对此等奸逆，应作如何处置，中国国民党负有革命救国之责任，对于如此罪恶昭著之汉奸国贼，如予以宽纵，则将何以对总理，何以对先烈，何以对主义，何以对国民，更何以尽领导革命之天职？如此在本党岂不蒙熏莸同器之讥，而纲纪荡然，廉耻道丧，又将何以立国乎？一言以蔽之，海可枯，石可烂，而对于引狼入室为虎作伥之汉奸汪逆，则永无宽恕赦免之理”。
1940年1月，陶希圣与高宗武脱离汪精卫国民政府，高宗武托杜月笙将《汪日密约》呈送蒋介石。蒋于1月13日写道：“吾不知汪逆卖国之实情，竟至如此也！彼对国土与主权之丧失，毫不关心，而惟以关税存款与组织伪政府之预付金四千万元是争，是诚狗彘不如矣。”蒋看到杜月笙送来的密约文件后，立即指示中央通讯社社长萧同兹专程由重庆飞往香港，亲自指挥发稿事宜。1月22日，《日支新关系调整要纲》，即“汪日密约”，在香港、重庆、昆明、上海及国内外各地同时见报，是为“高陶事件”。香港《大公报》1月22日的头条为：“高宗武陶希圣携港发表汪兆铭卖国条件全文。集日阀多年梦想之大成！极中外历史卖国之罪恶！从现在卖到将来从物资卖到思想”。2月24日，蒋发表关于日汪协议之告全国军民书及告友邦人士书。在告全国军民书中，蒋指出：“近日中外各报所披露的汪逆卖国文件，有「日汪」在上海签定，而由犬养健携回东京的「日支新关系调整要纲」，以及汪逆向敌方提出成立伪政府的必具条件，和敌方的答复。这几个文件全国同胞批阅之后，对敌阀与汪逆的阴谋诡计，必有更进一步的认识了。……我们可以察知敌国在一月初所谓「兴亚院」开会讨论的内幕，我们更可以由此认识汪逆是不惜将整个国家和世代子孙的生命奉送给敌国。…所谓「善邻友好」就是「日支合并」，所谓「共同防共」就是「永远驻防」，所谓「经济提携」就是「经济独霸」……。这个敌伪协议，比之二十一条凶恶十倍，比之亡韩手段更加毒辣。我敢相信稍有血气稍有灵性的黄帝子孙中华国民，读了这一文件，一定发指眦裂。……”
为免南洋华侨受汪精卫求和主张而影响抗战信念，1939年8月28日，陈嘉庚以南侨总会的名义发表《南洋华侨筹赈祖国难民总会通告第二一号——为揭发国贼汪精卫之罪恶请侨胞毋为妖言所惑事》，强调“汪贼卖国求荣，早为天下共弃，我侨捐资救难，不达最后胜利不止，当不为妖言所迷惑也。辨奸讨逆，亦为天职，输财救国，勿止中途，不厚望焉”。

### 妻子辯護

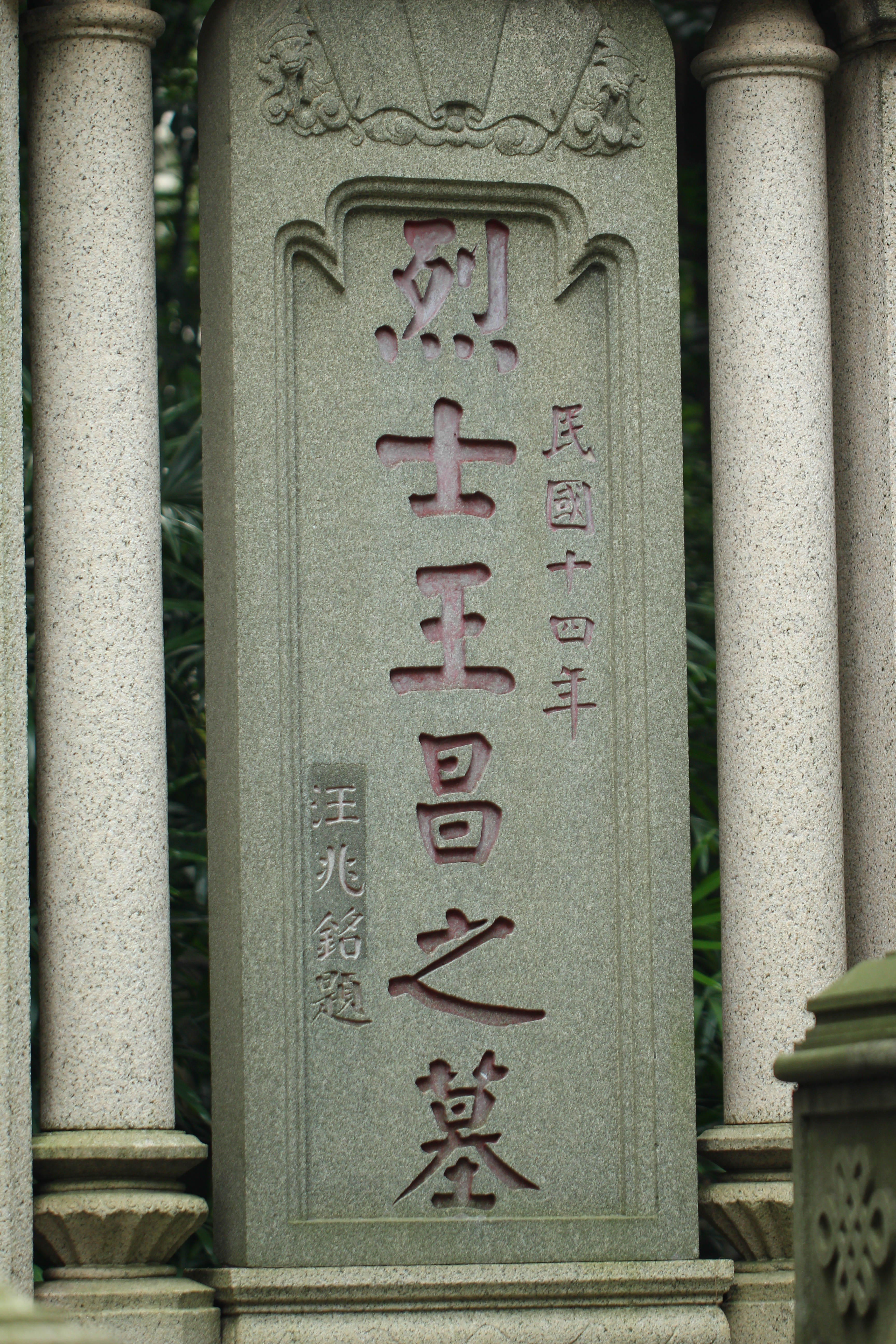
汪兆銘為烈士王昌題之墓碑，位於廣州黃花崗七十二烈士墓。

在汪死後，其妻陳璧君在法庭上為汪的責任與行為辯護：「日寇侵略，中央政府領導無力護民，國土淪喪，人民遭殃，而被迫每日生存於鐵蹄下，這是蔣中正的責任，還是汪先生的責任？說汪先生賣國？有那一吋國土是汪先生賣去日寇的？反而重慶統治下的地區，汪先生從未向一將一兵招降。南京統治下的地區，是日本人的佔領區，並無寸土是汪先生斷送的，相反汪先生以身犯險，忍辱負重，在敵前為國民生存謀福祉，每天生活在敵人槍口下，這有什麼國可賣？汪先生創導和平運動，赤手與日本人往還。收回淪陷區，如今完璧歸還國家，不但無罪而且有功。」

## 子女
汪精衛家族光緒末由廣州天官里遷至附近的豪賢街（舊亦名濠弦街，今廣州豪賢路），汪与陈璧君育有六名子女，一名夭折，五名存世：
- 父母：汪琡、吴氏。
- 叔：汪瑔。
- 兄：長兄汪兆鏞（同父異母）、二兄汪兆鋐、三兄汪兆鈞
- 姊：汪兆娥[59]
- 妻子：陈璧君 （陈昌祖之姐）
- 長子：汪文嬰（1913年－2011年），亦作汪文晋或汪孟晋，嬰字取自和方君瑛的瑛字同音。曾留學德國學習政治經濟，後來任汪精衛政權國民政府軍事委員會第三廳軍需處處長。晚年定居美國加利福尼亞州[60]。
- 長女：汪文惺（1914年－2015年）早年在江蘇省立教育學院學習，後來在香港任教於多所小學。退休後定居美國新澤西州[60]。名字中的「惺」和「醒」同音，以表對有撫養之恩的曾醒感恩。其丈夫何孟恆（1916年－2015年）曾任陳璧君的秘書，戰後在南京入獄兩年半，後去香港出任香港大學植物實驗室主任，晚年成立汪精衛紀念託管會，保存及展示其岳父的檔案及書畫。二人育有一女何重嘉。
- 次女：汪文彬（1920年－2015年）曾任印度尼西亞政府醫藥部門高級主管，後來在印度尼西亞當修女[60]。
- 三女：汪文恂（1922年－2002年）早年為父親汪精衛整理文稿，後來任香港大學教育系教授[60]。
- 次子：汪文悌（1928年－）自南京伪中央陸軍軍官學校畢業，歷任偽警衛第一師炮兵營連長、偽廣東教導總隊少校大隊長。抗戰勝利後1946年因通謀敵國圖謀反抗本國被判有期徒刑一年六月，褫奪公權兩年。後來在香港從事橋梁建築工作。[60]。

- 結拜姐妹：同汪精衛同時參加革命並留法的方君瑛、曾醒（方君瑛四兄方聲濂之妻、汪貼身秘書曾仲鳴之姐），汪、曾、方三家，亲若家人，汪精衛曾將長女汪文惺交曾醒撫養。

## 家族故居
今廣州市越秀區豪賢路，舊亦名濠弦街，曾為汪精衛家族故居所在。汪家祖籍浙江山陰。清代，汪精衛一家隨叔汪瑔落籍番禺。光緒年間，汪瑔搬入豪賢街西段，自榜其居「隨山館」（豪賢路西端，昔日隨山館之地），作《水調歌頭·移居》，稱豪賢街為豪賢里。汪精衛父汪琡、長兄汪兆鏞由豪賢街西段緊鄰的天官里（今法政路一帶）搬至豪賢街中段。《汪精衛先生年譜》：1892年，9歲舉家由陸豐遷返廣州豪賢街。汪父、母吴氏在豪賢街去世後，汪精衛和外甥朱執信在豪賢街大屋依靠兄長生活，並曾此和同盟會成員密商起義之事。汪家在豪賢路不只一處豪宅。1921年，汪精衛邀密友曾醒、方君瑛回國執掌孫中山創建的廣州執信中學（為紀念汪精衛外甥朱執信建立）。曾醒先回國，經滬於1922年6月來粵任校長，方君瑛因車禍療養，於1922年年底回國。汪精衛將其豪賢街57號宅屋轉讓給曾醒居住。汪、曾两家如同家人，汪精衛曾將長女汪文惺交曾醒撫養，名字中惺和醒同音，以表感恩。1928年，汪兆鏞、張元濟書信中亦有：嗣後賜書或仍寄廣州豪賢街54號收下。豪贤街54號，（汪）憬吾（汪兆鏞）仁兄同年大人阁下。可見汪兆鏞宅在20年代的門牌為豪賢街54號。在20世紀20年代，豪賢街54至58號皆是汪氏兄弟宅屋。宅子堂號有敬德堂、經德堂、積厚堂等。20世紀三四十年代後，城市變化，街道擴改，汪氏家族在豪賢街的幾處宅屋門牌號由原先的五十多號改為一百多號，故有汪兆鏞宅在豪賢路67、100號，朱執信宅（亦汪家人）在豪賢路105號，汪精衛宅在豪賢路168號、184號的不同說法。1945年，汪精衛妻陳璧君與黨羽，被張發奎囚禁於豪賢路豪園。

## 著作
- 《總理遺囑》1925代拟
- 《雙照樓集》诗词稿
- 《汪精卫全集》共四集，民国十八年（1929）三民出版社。初集最近言论集、二集历年诗文集、三集历年讲演集、四集国际研究集。
- 《汪精衛與現代中國套書全六冊》作者：汪精衛 , 何孟恆（2019）台北：時報出版

## 艺术形象
中国大陆數部歷史影视剧中有汪精衛出場，由余少群、罗嘉良等人饰演。
- 电影
  - 2007年电影《八月一日》，李子雄饰演汪精卫。
  - 2011年电影《辛亥革命》，余少群饰演汪精卫。
  - 2017年电影《建军大业》，余少群饰演汪精卫。
- 电视剧
  - 2013年电视剧《毛泽东》，刘奕君饰演汪精卫。
  - 2016年电视剧《东方战场》，罗嘉良饰演汪精卫。

## 相片争议
三船敏郎于1942年拍摄的一张照片，经常在网络上被误认为是汪精卫和蒋孝勇，甚至袁克文、俞揚和。

### 备注
1. ↑  這篇演說在建國後編入《毛澤東選集》第二卷時，改題為《團結一切抗日力量，反對反共頑固派》。

### 引用
1. 1 2 3  郭小娜. . 广州图书馆. 2008-08-21  [2023-05-26]. （原始内容存档于2023-05-26）.
2. ↑  《国民政府公报》第141册1939年6月10日渝字第160号颁令第4页
3. 1 2  《國民政府公報》--通緝汪兆銘令，政府公報資訊網
4. ↑  《怎樣實現和平》，1939年8月9日於廣州電台廣播。粵語錄音見：. 汪精衛紀念託管會.   [2017-08-20]. （原始内容存档于2023-05-26）.；官話譯稿見：江蘇省教育廳 (编).  (PDF). 上海: 政治月刊社. 1942年2月15日: 57–62  [2023年5月26日]. （原始内容存档 (PDF)于2023年5月26日）.
5. ↑  《兩種懷疑心理之解釋》，1939年7月22日於廣州電台廣播。粵語錄音見：. 汪精衛紀念託管會.   [2017-08-20]. （原始内容存档于2023-05-26）.；官話譯稿見： (PDF). 上海: 宣傳部. 1940年10月: 53–57  [2023-05-26]. （原始内容存档 (PDF)于2023-05-27）.
6. ↑  《救國方針》（78轉唱片），中國廣播公司於廣州錄制，1924年5月30日發行。粵語錄音、粵語謄稿均見：. Internet Archive. 2011-10-02.
7. ↑  何丹鵬.  (PDF). 早期粵語的研究現況和發展工作坊. 香港中文大學(Zoom線上): 5. 2021-03-27  [2023-05-26]. （原始内容存档 (PDF)于2022-02-23）.
8. 1 2 3 4 5 6 7 8 9 10 11 12 13 14 15  闻少华.  第一版. 北京: 团结出版社. 2016年1月. ISBN 9787512636972.
9. ↑  張江裁. 北京圖書館 , 编.  第199册. 北京圖書館出版社. 1999: 675.
10. 1 2 3 4 5 6 7 8 9 10 11 12 13 14 15 16 17 18  陈大为. 杨宁 , 编.  第1版. 北京: 华文出版社. 2010-05-01. ISBN 9787507531114.
11. ↑  唐德剛. . 臺北: 遠流出版. 2009.
12. ↑  . 時事新報 (上海). 1911-11-19. 近日聞有某某志士組織一中國共濟會於天津，立憲黨用楊度出名，革命黨用汪兆銘出名……
13. ↑  徐忱. . 北京: 中国文史出版社. 2017: 312-315. ISBN 9787503483844.
14. 1 2  金雄白. . 風雲時代. 2014-02-21. ISBN 9789865803858.
15. ↑  《徐志摩日記》·1918年10月1日
16. 1 2 3  蔣永敬. . 新鋭文創. 2018.
17. 1 2 3 4 5 6 7 8 9 10 11 12 13 14 15 16 17 18 19 20 21 22 23 24 25 26 27 28 29 30 31 32 33 34 35 36 37 38 39 40 41 42 43 44 45 46 47 48 49 50 51 52 53 54 55 56 57 58 59 60 61 62 63 64 65 66 67 68 69 70 71 72 73 74 75 76 77 78 79 80 81 82 83 84 85 86 87 88 89 90 91 92 93 94 95 96 97 98 99 100 101 102 103 104 105 106 107 108 109 110 111 112 113 114 115 116 117 118 119 120 121 122 123 124 125 126 127 128 129 130 131 132 133 134 135 136 137 138 139 140 141 142 143 144 145 146 147 148 149 150 151 152 153 154 155 156 157 158 159 160 161 162 163 164 165 166 167 168 169 170 171 172 173 174 175 176 177 178 179 180 181 182 183 184 185 186 187 188 189 190 191 192 193 194 195 196  李新總主編，中國社會科學院近代史研究所中華民國史研究室，韓信夫、姜克夫主編 (编). . 北京: 中華書局. 2011. ISBN 9787101079982.
18. ↑  蔣永敬. . 台北: 傳記文學出版社.
19. 1 2 3 4 5 6 7 8 9  陳雷等編著. . 台北: 傳記文學出版社. 1978-06-01.
20. 1 2 3  刘红.  第一版. 北京: 团结出版社. 2017年10月. ISBN 9787512650206.
21. ↑  羅敏. . 呂芳上主編  (编). . 香港: 天地圖書. 2014.
22. ↑  王克文. . 《明報月刊》1998年4月號 (香港: 明報報業).
23. 1 2 3 4 5 6  程天放. . 正中书局. 1967.
24. 1 2 3 4 5  顾维钧. . 北京: 中华书局. 1985.
25. ↑  蔡德金 (编). . 近代史资料. 1986-01-01, (60).
26. ↑  杨中州. . 三秦出版社. 1997.
27. ↑  徐中約：《中國近代史》，第593頁
28. ↑  . 旺報. 2013-04-21  [2013-05-16]. （原始内容存档于2020-08-08） （中文（臺灣））.
29. ↑  1939年1月2日重庆及香港《大公报》
30. ↑  陶恒生. .   [2018-07-08]. （原始内容存档于2018-07-08）.
31. ↑  当时板垣征四郎任在华日军“中国派遣军”总参谋长，日本国内米内光政为内阁首相
32. ↑  《国民政府公报》第156册1940年11月30日渝字第314号颁令第1页
33. ↑  《國民政府公報》--懸賞通緝汪精衛即汪兆銘令，政府公報資訊網
34. ↑  高伐林，第82页
35. ↑  高伐林，第85页
36. ↑  汪精卫棺材被炸开：尸体未腐 口袋装4字神秘纸条 的存檔，存档日期2016-08-16.
37. ↑  . （原始内容存档于2023年4月28日）.
38. ↑  南京梅花山发现汪兆銘跪像 曾面朝孙中山灵堂 的存檔，存档日期2005-12-07.网易，2005-03-17
39. ↑  . （原始内容存档于2007年2月11日）.
40. ↑   (PDF).无产阶级图书馆网站
41. ↑   (PDF).无产阶级图书馆网站
42. ↑  John Hunter Boyle ．中日战争时期的通敌内幕1937-1945 ：商务印书馆 ， 1978
43. ↑  李宗仁口述，唐德刚撰写：《李宗仁回忆录》，第五十五章：武汉弃守后之新形势与随枣会战
44. ↑  张发奎口述自传，当代中国出版社，2012年: 318页
45. ↑  汪精衛（2012）《雙照樓詩詞稿、序一》香港：天地圖書。
46. ↑  汪精衛（2012）《雙照樓詩詞稿、序二》香港：天地圖書。
47. ↑  150公斤TNT炸墓劈棺：大汉奸汪精卫的末日结局 的存檔，存档日期2013-12-14.
48. ↑  . . 人民出版社.
49. ↑  . . 人民出版社.
50. ↑  John Hunter Boyle ．中日战争时期的通敌内幕1937-1945 ：商务印书馆 ， 1978 ， 第十六章 估价
51. ↑  李宗仁口述，唐德刚撰写：《李宗仁回忆录》，第三十七章：宁汉复合的困难与特委会的风波
52. ↑  张发奎口述自传，当代中国出版社，145页
53. ↑  张发奎口述自传，当代中国出版社，207页
54. ↑  《总统蒋公大事长编初稿》卷4（上），总第1465—1469页
55. ↑  《总统蒋公大事长编初稿》卷4（下），总第1510页
56. ↑   陶恒生著：《高陶事件始末》，第七章 「汪日密约」之揭露
57. ↑  《本期社會要聞之二“盪氣迴腸”的新式婚戀——陳璧君初識汪精衛》載於張研:《1908帝國往事》，重慶出版集團出版
58. ↑  国家文化资料库[永久]
59. ↑  . 中報 (南京). 1940-04-14.
60. 1 2 3 4 5  .   [2018-07-16]. （原始内容存档于2018-07-16）.
61. ↑  陳煒舜︰《被誤認的老照片》（香港︰中和出版社，2017）

## 延伸閱讀
- 最新支那要人傳，東京：朝日新聞社，昭和16年
- 汪精衛, 何孟恆《汪精衛與現代中國》六冊

## 外部連結
- 余英時：〈以史推解汪精衛心境演替〉 （页面存档备份，存于）（2012）
- 李國祁：〈民國十四年汪精衛的爭權 （页面存档备份，存于）〉。
- 林思雲：《真實的汪 （页面存档备份，存于）》
- 汪精卫和平运动始末 （页面存档备份，存于）
- 金雄白：《汪政权的开场与收场 （页面存档备份，存于）》
- 林思雲：《怎樣看待汪精衛政府 （页面存档备份，存于）》 2000年5月2日
- 博伊尔：《中日战争时期的通敌内幕 （页面存档备份，存于）》
- 張有朋：《蔣介石與汪精衛的絕世祕密》